# Batalla de Rancagua
La batalla de Rancagua, también conocida como el Desastre de Rancagua, fue un decisivo enfrentamiento militar ocurrido el 1 y 2 de octubre de 1814 en la ciudad homónima en el contexto de la Guerra de independencia de Chile. El brigadier Bernardo O'Higgins fue sitiado y derrotado en dicha villa por el coronel Mariano Osorio; pudo resistir dos días el asalto y logró romper el cerco con algunos sobrevivientes para huir a Mendoza para refugiarse con José de San Martín, con quien empezara formar el Ejército de los Andes en los años posteriores. Históricamente, este combate marcó el fin de la Patria Vieja y el inicio de la Reconquista.

## Antecedentes

### Resultados de Lircay
El tratado de Lircay fue firmado el 3 de mayo de 1814, en representación de los realistas, por el brigadier Gabino Gaínza y su asesor José Antonio Rodríguez Aldea, y en representación de los patriotas, por el Director Supremo Francisco de la Lastra, los brigadieres Bernardo O'Higgins y Juan Mackenna, y el abogado Jaime de Zudáñez. En él, la junta de gobierno de Chile reconocía la Constitución española, el gobierno de la Regencia y enviaba diputados a las Cortes de Cádiz a cambio de la evacuación de las fuerzas realistas de Chile, la mantención del libre comercio con países aliados o neutrales y un compromiso para restaurar los lazos mercantiles con el resto de los dominios españoles. O'Higgins y Mackenna confiaban en conseguir un acuerdo definitivo con el virrey y las Cortes, de ahí que si bien, el Antiguo Régimen no se restauró, se creó un «estado intermedio en el que la junta perdía poder al someterse a las Cortes pero mantenía el control del gobierno». Básicamente, aceptaban los mismos términos que les ofreció el comodoro inglés James Hylliar cuando el virrey del Perú, José Fernando de Abascal, lo envió a negociar con los chilenos. En este tratado, Hylliar sirvió como testigo aunque no participó en las negociaciones. Tras esto, Gaínza se retiró a Chillán, donde encontró una fuerte oposición al tratado de parte de sus oficiales, pero se justificó en que su ejército estaba muy mermado y podía ser destruido si sus enemigos volvían a atacar.
Poco después, en la noche del 12 de mayo los hermanos Carrera lograron escapar de la cárcel de esa ciudad y llegar a Talca dos días después. Cuando llegaron a Melipilla el 20 de mayo, el Director Supremo se sintió amenazado y el 23 ordenó su arresto, pero los Carrera fueron prevenidos y se mantuvieron fugitivos por dos meses mientras sus parientes y amigos desprestigiaban al gobierno patriota. Finalmente, el 23 de julio, el brigadier José Miguel Carrera, el teniente coronel Manuel Muñoz Urzúa y el presbítero Julián Uribe organizaron un golpe de Estado y formaron una junta con ellos como vocales. Después de deponer al anterior gobierno los tres salieron a la plaza de Armas de la capital y con la ayuda del coronel Rafael de la Sotta, el capitán Antonio Bascuñán y el licenciado Carlos Rodríguez consiguen que la muchedumbre los proclame. Después nombraron como secretarios de Estado a Rodríguez y al doctor Bernardo Vera, aunque este último fue reemplazado a los pocos días por Manuel Rodríguez. Todos los pueblos en poder revolucionario se reconocieron al nuevo gobierno, excepto Valparaíso, cuyo gobernador fue fácilmente reemplazado por el coronel de milicias Francisco Javier Videla. Rápidamente, José Miguel empezó a examinar el estado del ejército y las finanzas, ordenó nuevas levas entre los desertores que pululaban por campos y villas, mandó confeccionar 4000 uniformes, reorganizó la fábrica de armas, pidió 1000 fusiles a Buenos Aires, solicitó 150 000 pesos como préstamo, impidió las manifestaciones de monárquicos y amenazó a los traidores. Luego mandó proclamas al ejército y pueblos exigiendo reconocerlos.
El 25 de julio, José Miguel enviaba al teniente coronel Diego Benavente con cartas para O'Higgins y Gainza; al primero exhortándole a reconocer a la Junta y unirse en el esfuerzo bélico, al segundo exigiéndole cumplir lo pactado en Lircay: la retirada de sus soldados de Chile. Por entonces, el ejército patriota estaba dividido en las tropas que guarnecían Santiago de Chile a cargo de su hermano, coronel Luis Carrera, y las que protegían la línea del río Maule, a las órdenes de O'Higgins. La noticia del golpe llegó a Talca el 27 y dos días después su cabildo se pronunciaba contra la nueva junta y exigía la elección de autoridades legítimas. Según Benavente Ormeño, O'Higgins decidió avanzar a la capital para deponer a los golpistas y entre el 7 y 13 de agosto sus fuerzas salieron de Talca, en cambio, Benavente cree que sus tropas empezaron a salir el día 6. Entendiendo el peligro, José Miguel ordenó a su hermano Luis encargarse. O'Higgins es vencido en el combate de las Tres Acequias, cerca de San Bernardo el 26 de agosto.

### La decisión del virrey
El 30 de mayo zarparon de Valparaíso los buques ingleses Thetis y Briton con la noticia del tratado. A fines de junio llegaron al Callao e informaron al virrey. En una carta, el brigadier afirmaba que firmó el convenio porque consideró como su máxima prioridad el bien del reino. Esto sorprendió a Abascal, quien calificó de cobarde la actitud de su subordinado. De inmediato, Abascal convocó un consejo de guerra que le animó a desconocer lo firmado y se asumieron las justificaciones dadas por el brigadier como «débiles». Gaínza fue desautorizado y el tratado desaprobado. Así, lo firmado en Lircay jamás entró en vigor, pues exigía la ratificación del virrey. Posteriormente, se pidió un préstamo de 100 000 pesos a los comerciantes limeños, deseosos de restablecer el comercio con Chile, puesto que antes de la guerra, Perú había dependido del trigo producido en la Capitanía General y parecía ser la razón de la expedición; pero esto se ha cuestionado, el propio Abascal asegura que se habían expandido los cultivos de trigo en la intendencia de Lima hasta el punto de ya no depender de Chile.
De todas formas, según Barros Arana y Benavente Ormeño se organizó una expedición formada por un batallón del Real Regimiento de Talavera de la Reina, media compañía de artillería y un cuadro de oficiales veteranos de caballería; en cambio, Quintanilla habla del regimiento Talavera, una o dos compañías de artillería y un escuadrón de caballería; por último, Benavente afirma que era el batallón europeo Talavera, un cuadro de oficiales para los escuadrones de carabineros y húsares, y artillería, dinero, monturas, vestuarios y pertrechos. Los expedicionarios estaban a las órdenes del coronel de artillería Mariano Osorio, quien era subinspector interino de artillería y era considerado un oficial victorioso, inteligente y decidido. Zarparon del Callao el 19 de julio en el navío de línea Asia, la corbeta Sebastiana y el bergantín Potrillo.
Desembarcaron en Talcahuano el 13 de agosto, bajo el repique de las campanas y las salvas de la artillería, siguieron de inmediato a Concepción, donde el pueblo los ovacionó y el intendente, coronel José Berganza, les informó de la situación del país, las divisiones internas del enemigo, el estado de sus propias fuerzas y el ánimo de los oficiales. Osorio entendió que si actuaba rápido podía conseguir la victoria. Al llegar a Chillán, el 18 de agosto, le presentó a Gaínza las órdenes del virrey exigiéndole entregar el mando y someterse a proceso, lo que el brigadier aceptó sin protestar; Osorio empezó a reorganizar sus efectivos. También se enviaron mensajes a la junta de Santiago, informando del desconocimiento del tratado de Lircay y la continuación de la guerra a menos que se sometieran a la Constitución española y cedieran el poder a un gobierno realista constitucional. Por último, en esa ciudad se celebró un Te Deum y se sonaron las campanas a su llegada, a manera de propaganda que le hicieron los franciscanos. El 28 de agosto salía la vanguardia a las órdenes del coronel Ildefonso Elorreaga. Al día siguiente, la vanguardia cruzaba el Maule. El 31 el grueso de la tropa, y en su retaguardia el parque y el propio Osorio.
Al amanecer del 30, su vanguardia entraba en Talca y el 5 de septiembre el grueso del ejército llegaba al Maule. El 15 salieron de Talca con rumbo a Rancagua. Las fuerzas dejadas ahí por O'Higgins a las órdenes del capitán Prieto se retiraron al norte.

### Reconciliación en el bando patriota

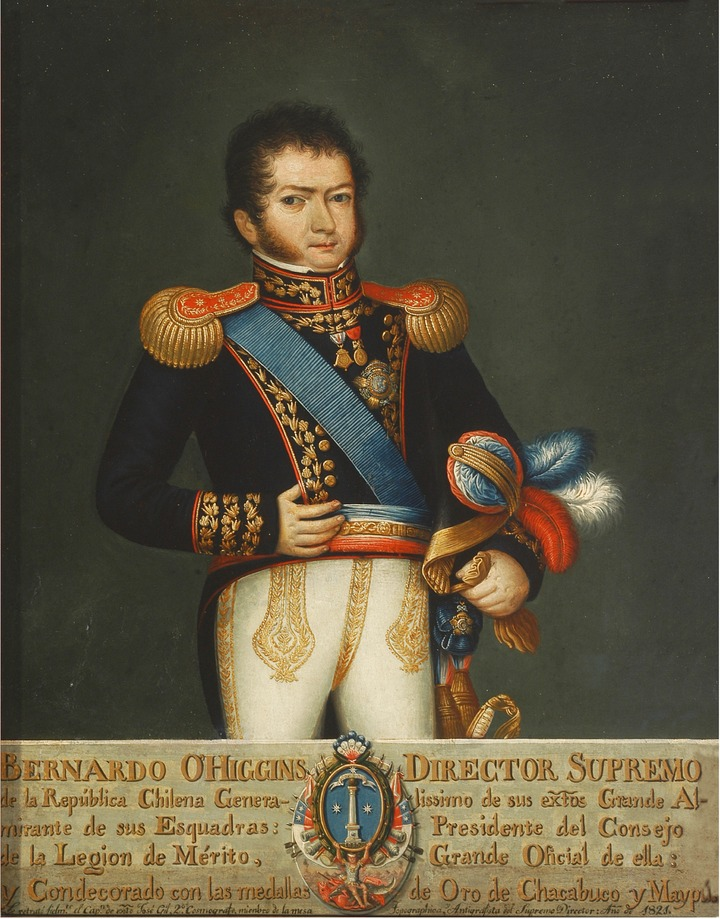
Retrato de Bernardo O'Higgins, por José Gil de Castro, 1819.

O'Higgins preparaba un nuevo ataque cuando, en la mañana del 27 de agosto le llegó una carta de Osorio exigiendo la sumisión completa en menos de diez días a cambio de una amnistía. El mensajero, el capitán chilote Antonio Pasquel, había salido de Chillán el día 20 y siguió su rumbo a la capital, donde le arrestó el presbítero Uribe, quien envió en respuesta a Osorio la trompeta de Pasquel. La carta de respuesta de Carrera le llegó al jefe monárquico el 29, y decía que se negaba a la sumisión pero también que todo lo que había hecho fue en obediencia al monarca. El capitán chilote fue enviado prisionero a Mendoza el 17 de septiembre.
El mismo 27 de agosto, O'Higgins envió como emisario a Estanislao Portales, para pactar con José Miguel una defensa conjunta, pero la Junta rechazó la exigencia de disolverse. El 31 envió al teniente coronel Venancio Escanilla con una nueva propuesta, pero también fue rechazada. O'Higgins empezó a preparar un nuevo ataque pero fue convencido por el fray dominico Ramón Arce de volver a intentar un pacto. El 2 de septiembre Arce consiguió que ambos se reunieran en Calera de Tango, a orillas del río Maipo. O'Higgins exigió que al menos Uribe dejara su puesto de vocal en la Junta y lo reemplazara el presbítero Isidro Pineda, pero Carrera dijo que el gobierno seguiría igual. Después O'Higgins escribió a Uribe pidiéndole su renuncia, pero este último se negó.
A las 20:00 horas del día 3 O'Higgins, Pineda, Casimiro Albano, Pedro Nolasco Astorga y Ramón Freire entraron en la capital a reconocer a la Junta. O'Higgins y José Miguel recorrieron juntos la ciudad visitando los cuarteles y firmaron una proclama llamando a luchar contra Osorio. En la capital, José Miguel organizó un nuevo regimiento con los esclavos cuyos propietarios ofrecieron después de publicarse un decreto el 4 de septiembre. El día 5, O'Higgins volvió a reunirse con sus soldados en Rancagua. El 9 las primeras tropas salieron de la capital y se unen a dos compañías de O'Higgins acampadas en Maipú a las órdenes del teniente coronel de milicias, Bernardo Cuevas. Ese mismo día, José Miguel era nombrado general en jefe por la Junta y contaba con plenos poderes para organizar el esfuerzo militar. El nuevo gobierno exigió contribuciones forzadas a los vecinos españoles o realistas chilenos que vivían en Santiago, a fin de reunir unos 400 000 pesos para la campaña.
Entre tanto, el 5 de septiembre las avanzadillas realistas llegaron a Quechereguas y Osorio cruzaba el Maule, recibiendo la negativa de la Junta de Santiago a su propuesta de paz. De hecho, en un bando oficial se declararon al jefe realista y sus lugartenientes como traidores, se ofrecieron 6000 pesos por la cabeza de Osorio y 1000 por cada uno de sus oficiales principales y se les negaba simbólicamente el fuego y el agua. Por último, se declararon como fuera de la ley a todo el que se pasaba al bando monárquico. Por ejemplo, un capitán apellidado Vega se cambió de lado y se ordenaba: «Todo ciudadano está autorizado de matarlo como enemigo público. La Patria le niega el agua y el fuego. El que le preste auxilio padecerá el mismo suplicio».
José Miguel cometió una serie de errores estratégicos: envió al capitán José Joaquín Prieto, uno de sus mejores oficiales, con un escuadrón de caballería a reclutar 200 hombres en Illapel, Cuz Cuz y Choapa. El 26 de septiembre, envió al teniente coronel Manuel Serrano con 116 fusileros y 200 milicianos a Melipilla por el miedo a un desembarco realista en Topocalma que había anunciado O'Higgins aunque, de hecho, los monárquicos enviaron a los barcos Potrillo y Sebastiana a generar ese miedo durante septiembre. También, el 19 de septiembre, destinó 100 veteranos a Valparaíso a las órdenes del capitán Eleuterio Andrade y los subtenientes Isidoro Palacios y Lucas Novoa. Su misión era apoyar la toma de mando de la guarnición por el coronel Rafael Bascuñán, pues tanto la tropa como la población eran considerados poco fiables. Por último, el batallón de Auxiliares Argentinos, mandando por el teniente coronel Juan Gregorio de Las Heras, ofreció su ayuda pero fueron rechazados en malos términos el 7 de septiembre. Eran 180 soldados que se dirigieron al valle del Aconcagua.

## Planes enfrentados

### Osorio
Al contrario de lo ordenado a Gaínza, Osorio no debía permanecer a la defensiva, posiblemente porque cuando zarpó al sur las circunstancias eran favorables a los monárquicos. Por entonces llegaban a Lima noticias de la derrota francesa en Europa y la victoria en Ayohuma o desembarcaban los famosos talaveras. Sus órdenes eran fortificar Talcahuano y Concepción, viajar a Chillán y asumir el mando del ejército, revisando el nivel de instrucción y disciplina de cada unidad. Después avanzar sobre Santiago, dando una amnistía a todo aquel que aceptara la sumisión y ordenando una estricta disciplina entre los soldados para impedir abusos. Una vez tomada la capital, Osorio debía enviar a los jefes rebeldes al archipiélago de Juan Fernández, organizar un regimiento de Voluntarios de la Concordia de Chile, dejar guarniciones suficientes en las ciudades chilenas y prepararse para cruzar los Andes con rumbo a Mendoza, quizás Córdoba, para atemorizar a los revolucionarios de Buenos Aires, aliviando la presión militar en el Alto Perú. Por último, se debía imponer una fuerte contribución económica para resarcir al erario peruano por los costos de la guerra y del corte del comercio desde 1810. Sin embargo, tras reunirse con Berganza, Osorio entendió la oportunidad que se le presentaba. No fortificó las ciudades del sur, simplemente reorganizó su ejército y marchó al norte.

### Carrera y O'Higgins
En cuanto al bando patriota, los Carrera deseaban atrincherarse en Angostura de Paine y O'Higgins a orillas del río Cachapoal.
Angostura, apodada «las Termópilas de Chile», era una estrecha planicie de 45 a 50 metros entre dos ramales de cerros bajos de la cordillera de la Costa y la de los Andes. Era una garganta que comunicaba los valles de Santiago y Rancagua. La idea era defender la capital con una línea de trincheras y baterías contra cualquier atacante. Los problemas con Angostura era su excesiva cercanía a la capital y la existencia de un camino por Aculeo donde los monárquicos podían trasladar su artillería y atacar por la retaguardia a los defensores. También existía otro por Chada desde donde se podía hacer algo similar pero José Miguel parecía preferir ignorar esa realidad. Barros Arana afirma, gracias a una conversación con Barañao, que los realistas sabían de estos caminos y seguramente los habrían aprovechado. O'Higgins también sabía de ese camino y era su razón principal para oponerse a usar tal posición. A su favor, era un frente corto que cubrir y al estar más al norte, daba más tiempo para organizar las defensas. Desde un punto de vista militar, Téllez Cárcamo afirma que era la mejor pero José Miguel jamás demostró una firmeza en elegir esa posición. Al final, terminó dando a O'Higgins la libertad de decidir dónde y cuándo defenderse de los realistas.
La línea del Cachapoal era menos defendible que la anterior opción porque era comienzos de la primavera, las lluvias invernales habían cesado y el derretimiento veraniego de las nieves cordilleranas no había comenzado, el río era fácilmente vadeable por su bajo flujo. Incluso en invierno solía ser vadeable y en la zona de Rancagua no era muy ancho ni su corriente muy fuerte. Además, la línea del frente que se debía cubrir era demasiado extensa para un ejército tan pequeño y no había defensa en los flancos, así que Osorio podía intentar un movimiento de pinzas. A su favor estaba su mayor distancia de la capital, podían retirarse y presentar nuevamente batalla en Rancagua. Para una buena defensa exigía emplear dos divisiones y dejar una de reserva, sin embargo, durante toda la campaña no hubo un esfuerzo coordinado y las unidades se mantuvieron separadas. La insistencia de O'Higgins en esta línea defensiva se debió que confiaba en un plan teórico de Mackenna elaborado en 1811, en que se confiaba de poder fortificar los vados que cruzaban el río y que el Cachapoal era la principal línea de defensa si los realistas pasaban el Maule.
Había una tercera opción: Rancagua. Esta era la menos lógica, pues defender la villa no cortaba el camino de los monárquicos hacia Santiago y se podía rodear fácilmente la posición. Tenía poco valor militar y se necesitaban extensos preparativos para defenderla adecuadamente: «pues de otra manera se convierte en una mortal trampa para los mismos defensores». Se la podía atacar desde los cuatro puntos cardinales, sus casas eran de material inflamable, no tenía fortificaciones reales y se le podía cortar el acceso al agua con facilidad.
O'Higgins terminó mostrándose partidario de atrincherarse en Rancagua si la línea del Cachapoal era traspasada, mientras que José Miguel siguió considerando que si el río era cruzado debían defenderse en Angostura. Para los Carrera, si la defensa en Angostura fracasaba se debía presentar una batalla campal en los llanos del río Maipo, donde podría aprovechar la ventaja que le daba su poderosa caballería. Sin embargo, Julio Bañados Espinosa considera este plan una fantasía, era imposible que un ejército vencido tratando de defender un río y luego un paso pudiera vencer a un enemigo más numeroso, ni siquiera ejércitos más profesionales podrían hacerlo.
El 8 de septiembre José Miguel decidió quedarse en Santiago mientras que su otro hermano, Juan José Carrera, y O'Higgins intentaban establecerse al sur del Cachapoal, de fracasar se retirarían a Rancagua y después a Angostura. Pronto se hizo obvio que debían retirarse a la orilla norte. Según Benavente, el plan original de José Miguel era defender la línea del Cachapoal y si eran vencidos, retirarse a Angostura, donde instaló dos baterías de artillería, pero fue abandonado porque O'Higgins se obstinó en proteger Rancagua.

## Fuerzas enfrentadas

### Realistas
En la siguiente plantilla se muestra el orden de batalla de los monárquicos con sus respectivos mandos, la fuente primaria es el informe del coronel realista José Rodríguez Ballesteros, fechado el 30 de septiembre de 1814 y aceptado por los historiadores chilenos Diego Barros Arana y Francisco Antonio Encina.
| \| Ejército Real de Chile Comandante en Jefe: Coronel de artillería Mariano Osorio Jefe de Estado Mayor: crl. Julián Pinuer y mayor Luis Urrejola Unidades - Dragones de La Frontera (guardia personal de Osorio) - Vanguardia (crl. Ildefonso Elorreaga) - Lanceros de Los Ángeles (Ibíd.) - Partida del cap. Leandro Castilla - Partida del tcrl. Pedro Asenjo - Escuadrón Carabineros de Abascal (crl. Antonio Quintanilla) - Batallón Fijo de Valdivia (crl. José Nepomuceno Carvallo) - Batallón Cívico de Chillán (tcl. Clemente Lantaño) - 1 Compañía de Artillería (4 piezas) - I División (crl. José Rodríguez Ballesteros) - Batallón de Voluntarios de Castro (Ibíd.) - Batallón Fijo de Concepción (tcl. José de Vildósola) - 1 Compañía de Artillería (4 piezas) - II División (crl. Manuel Montoya) - Batallón Veterano de Chiloé o de San Carlos (Ibíd.) - Batallón Auxiliares de Chiloé (tcl. Ramón Jiménez Navia) - 1 Compañía de Artillería (4 piezas) - III División (crl. Rafael Maroto) - Batallón del Regimiento Talavera (Ibíd.) - Húsares de la Concordia (tcl. Manuel Barañao) - 2 Compañías del Real de Lima - 1 Compañía de Artillería (6 piezas) \| |
| Ejército Real de Chile Comandante en Jefe: Coronel de artillería Mariano Osorio Jefe de Estado Mayor: crl. Julián Pinuer y mayor Luis Urrejola Unidades - Dragones de La Frontera (guardia personal de Osorio) - Vanguardia (crl. Ildefonso Elorreaga) - Lanceros de Los Ángeles (Ibíd.) - Partida del cap. Leandro Castilla - Partida del tcrl. Pedro Asenjo - Escuadrón Carabineros de Abascal (crl. Antonio Quintanilla) - Batallón Fijo de Valdivia (crl. José Nepomuceno Carvallo) - Batallón Cívico de Chillán (tcl. Clemente Lantaño) - 1 Compañía de Artillería (4 piezas) - I División (crl. José Rodríguez Ballesteros) - Batallón de Voluntarios de Castro (Ibíd.) - Batallón Fijo de Concepción (tcl. José de Vildósola) - 1 Compañía de Artillería (4 piezas) - II División (crl. Manuel Montoya) - Batallón Veterano de Chiloé o de San Carlos (Ibíd.) - Batallón Auxiliares de Chiloé (tcl. Ramón Jiménez Navia) - 1 Compañía de Artillería (4 piezas) - III División (crl. Rafael Maroto) - Batallón del Regimiento Talavera (Ibíd.) - Húsares de la Concordia (tcl. Manuel Barañao) - 2 Compañías del Real de Lima - 1 Compañía de Artillería (6 piezas)       |

Según el historiador español Fernando Díaz Venteo, Osorio llegó a Talcahuano con 150 talaveras, 45 artilleros, la oficialidad y dos obuses de siete pulgadas. En cambio, Barros Arana y Espejo creen que eran 550 talaveras, 50 artilleros y un reducido número de oficiales. El ejército que le esperaba en Chillán se componía de 2462 plazas de infantería, que podían aumentar con 200 o 300 más con reclutas de poca instrucción, y 363 artilleros, pero carente de caballería. Otras fuentes reducen el tamaño de ese ejército a 1814 plazas con 8 piezas de artillería.
Según casi todas las fuentes los realistas contaban con la superioridad en disciplina, equipamiento y número. Solo en una carta de Osorio se dice que los patriotas fueron más numerosos (3500 contra 2200 monárquicos). Barros Arana afirma que en sus Apuntes sobre la guerra de Chile de Antonio Quintanilla, escritas originalmente en 1820, el ejército monárquico sumaba 3500 efectivos pero no tenía más respaldo que sus recuerdos. Benavente también dice que dicho oficial daba esa cifra de veteranos en la batalla. En su Diario Militar, con fecha del 23 de septiembre de 1814, Carrera dice que la 1.ª división tenía 600 fusileros, 100 jinetes y 7 a 8 cañones; la 2.ª, 1700 fusileros; y la 3.ª, 600 fusileros y 6 piezas de artillería; en total 2900 hombres; se basaba en los informes de dos espías llegados de San Bernardo. O'Higgins, por su parte, decía «que pasaría de 3000 hombres de fusil el ejército de Osorio». Un informe escrito en Buenos Aires el 8 de noviembre de 1815 estimaba en 4000 los efectivos de Osorio, de ellos la mitad eran chilenos reclutados a la fuerza. Coincide en ese número con el franciscano chileno José Francisco Javier de Guzmán y Lecaros.
Rodríguez Ballesteros y Benavente Bustamante están de acuerdo en casi todas las cifras, excepto el Auxiliares de Chiloé y artillería. Ambos afirman que la vanguardia se componía de los Lanceros de Los Ángeles (200 plazas), los Carabineros de Abascal (150), el Fijo de Valdivia (502) y el Cívico de Chillán (600); la 1.ª división incluía al Voluntarios de Castro (800) y el Fijo de Concepción (600); la 2.ª división incluía al Veteranos de Chiloé (500) y el Auxiliar de Chiloé (que el primero estima en 550 plazas y el segundo en 500); y la 3.ª división incluía al Talavera de la Reina (600), Real de Lima (200), Húsares de la Concordia (150) y 4 compañías de artillería (que sumaban 150 plazas según el primero y 200 según el segundo). En total 5002 soldados. Las cifras más aceptadas son las de Rodríguez Ballesteros, que Barros Arana considera correctas para el momento de comenzar la campaña, pero cuando se dio la batalla la necesidad de dejar destacamentos en el camino o las bajas por enfermedades hacía imposible que pasarán de 4500.
Respecto de la artillería, según Benavente Bustamante, la vanguardia y la 1.ª división tenían 4 piezas con 40 operadores cada una, la 2.ª división igual número de cañones pero 50 artilleros y la 3.ª división 6 piezas con 70 operadores. En cambio, González Amaral afirma que todas las divisiones tenían una compañía de 32 artilleros y 4 piezas cada una, a excepción de la 3.ª, cuya compañía sumaba 48 operarios para 6 cañones. Por último, la nota discordante viene del propio parte de Osorio, quien afirmaba disponer de 16 cañones y 2 obuses, estos últimos operando con la 3.ª división.
| Estimaciones de las fuerzas monárquicas (número de tropas al salir de Chillán el 28 de agosto) |            |              |           |             |             |
| Unidad                                                                                         | Arma       | Benavente O. | Barros A. | Espinoza P. | González A. |
| Estado Mayor                                                                                   |            |              |           |             |             |
| Dragones de La Frontera                                                                        | Caballería | 97           | s/i       | s/i         | s/i         |
| Vanguardia                                                                                     |            |              |           |             |             |
| Lanceros de Los Ángeles                                                                        | Ibid.      | 125          | 200       | 200         | 200         |
| Partida de Castilla                                                                            | Ibid.      | 102          | s/i       | s/i         | s/i         |
| Partida de Asenjo                                                                              | Ibid.      | 105          | s/i       | s/i         | s/i         |
| Carabineros de Abascal                                                                         | Ibid.      | 149          | 150       | 150         | 150         |
| Fijo de Valdivia                                                                               | Infantería | 320          | 502       | 502         | 502         |
| Cívico de Chillán                                                                              | Ibid.      | 168          | 600       | 600         | 600         |
| 1.ª división                                                                                   |            |              |           |             |             |
| Voluntarios de Castro                                                                          | Ibid.      | 268          | 800       | 800         | 800         |
| Fijo de Concepción                                                                             | Ibid.      | 286          | 600       | 600         | 600         |
| 2.ª división                                                                                   |            |              |           |             |             |
| Veteranos de Chiloé                                                                            | Ibid.      | 241          | 500       | 500         | 500         |
| Auxiliar de Chiloé                                                                             | Ibid.      | 208          | 550       | 550         | 550         |
| 3.ª división                                                                                   |            |              |           |             |             |
| Talavera de la Reina                                                                           | Ibid.      | 740          | 550       | 600         | 550         |
| Real de Lima                                                                                   | Caballería | 79           | 200       | 200         | 200         |
| Húsares de la Concordia                                                                        | Ibid.      | 151          | 150       | 150         | 150         |
| 4 compañías                                                                                    | Artillería | 200          | 120       | s/i         | 144         |
| Total                                                                                          |            | 3239         | 4922      | 4852        | 4946        |

La base de esta fuerza eran los batallones de San Carlos, Castro, Concepción y Valdivia. Unidades veteranas, renovadas en sus bajas por un flujo constante de reclutas que recibían un buen entrenamiento y estaban sometidos a constantes ejercicios militares. Se habían formado el año anterior por el brigadier de la Real Armada Española, Antonio Pareja, a quien siguieron al salir de Concepción el 8 de abril de 1813. Originalmente, los cuatro batallones estaban formados milicianos entrenados y mandados por oficiales de carrera traídos del Perú. El batallón de Chillán se les unió cuando entraron en la ciudad el 15 de abril. En una sociedad donde la identidad de una persona estaba vinculada a la casta que pertenecía y a la villa donde se avecindaba, estas unidades representaban el honor de las ciudades de donde venían sus soldados. La importancia de los soldados del archipiélago de Chiloé era tal, que el propio virrey se refería al ejército realista como «tropas chilotas».
Su caballería era originalmente enorme pero formada por milicianos indisciplinados y poco valiosos militarmente, venidos de Concepción, Chillán, Rere, Los Ángeles, La Frontera y La Florida, y sumados en su camino al norte. Estos desertaron masivamente cuando hubo algunas derrotas menores y se retrocedió desde el Maule a Chillán en mayo de 1813. De hecho, el virrey informa que Gaínza le informa que carece de caballería, excepto milicianos armados con lanzas que no servían más para saquear y reconocer el terreno, pero podría formar un cuerpo 500 o 600 jinetes si le enviaba oficiales para entrenarla y dirigirla. Por eso, el coronel de artillería fue enviado con oficiales encargados de disciplinar y mandar una nueva caballería de línea, algo que hicieron exitosamente.
Pareja tuvo artilleros de línea procedentes de las guarniciones de Chiloé, Valdivia y Concepción para operar más de 30 cañones y culebrinas y 500 cargas de municiones y pertrechos. Osorio tenía una artillería mucho más reducida, pero acorde al tamaño del ejército, siguiendo el estándar ideal de 2 a 5 piezas por millar de soldados. También habían unidades de línea, la mayoría venidas del virreinato, como dos compañías del regimiento Real de Lima o los escuadrones Húsares de la Concordia y los Carabineros de Abascal, veteranos de campañas en Perú, Charcas, Quito y Chile.
Sin embargo, Osorio depositaba su confianza en el batallón Talavera, forjado en la Guerra de Independencia Española. El batallón de infantería había llegado al Callao el 25 de abril de 1813 en el Asia. Había zarpado desde Cádiz en el navío de guerra de 74 cañones el 25 de diciembre anterior y contaba con apenas 374 plazas después reforzadas por reclutas limeños. El problema es que los soldados y oficiales de origen español miraban en menos a sus contrapartes criollas, recibiendo incluso un mejor sueldo y trato de parte de los jefes, lo que producía recelos en los veteranos locales. Durante el invierno de 1813, en el sitio de Chillán, los únicos peninsulares fueron el coronel Juan Francisco Sánchez, el comandante de la artillería José Berganza y los oficiales Rodríguez Ballesteros, Elorreaga y Quintanilla (los tres últimos desde muy jóvenes radicados en Chile). Eso causaba recelos en Abascal, quien se aseguró de enviar como refuerzos a oficiales de origen español. De toda la fuerza realista poco más de un 10% eran de origen peninsular, unos 600 oficiales y soldados, la mayoría talaveras.
Respecto a las tribus mapuches, Abascal había ordenado a Gaínza pedir guerreros a los loncos (caciques), pero finalmente no se produjo.

### Patriotas
La siguiente tabla representa el orden de batalla de todo el ejército patriota en los días previos a la batalla, incluyendo las fuerzas que no participaron. La información está basada en el Diario militar de José Miguel Carrera.
| \| Ejército Restaurador de los derechos de la Patria[175] General en Jefe: Brigadier José Miguel Carrera Jefe de Estado Mayor: Coronel Raimundo Sesé Ayudantes: Crl. Rafael de la Sotta, crl. José Samaniego, capitán Manuel Cuevas, teniente José Urrea y tte. Juan de Dios Martínez Vicario general: Presbítero Julián Uribe Tesorero general: José Jimémez Tendillo Auditor de guerra: Manuel Novoa Proveedor general: José Vigil Unidades - I División (Comandante general: Brig. Bernardo O'Higgins; Mayor de órdenes: Crl. Francisco Calderón; Ayudantes: Tcnl. Venancio Escanilla; mayor Pedro Astorga; cap. José Lantaño, cap. José Urrutia; Comisario de guerra: Domingo Pérez) - Batallón de Infantería N.º 2 (crl. Francisco Elizalde) - Batallón de Infantería N.º 3 (crl. Francisco Elizalde) - Escuadrón Dragones de Concepción (crl. Pedro Andrés del Alcázar) - Escuadrón de milicias Lanceros de Rancagua - Escuadrón de milicias Fusileros Montados - Una compañía de artillería (cap. Antonio Millán) - II División (Comandante general: Brig. Juan José Carrera; Mayor de órdenes: Mayor José Cáceres, Ayudantes: Tte. Manuel Serrano, alférez José Almanchi, alférez Salvador Villalobos; Comisario: Ignacio Toledo; Proveedor: Andrés Vera) - Batallón de Infantería N.º 1 de Granaderos (bgr. Juan José Carrera) - Regimiento de milicias del Aconcagua (crl. José María Portus) - Una compañía de artillería (cap. Ignacio Cabrera) - III División (Comandante general: Crl. Luis Carrera; Mayor de órdenes: tcrl. Ambrosio Rodríguez; Ayudantes: Mayor Pedro Fuentes, cap. Manuel Zorrilla, tte. Pedro Aldunate; Comisario: Marcelino Victoriano) - Batallón de Infantería N.º 4 (tcrl. Ambrosio Rodríguez) - Regimiento de Húsares Nacionales de la Gran Guardia (crl. José María Benavente) - Fusileros - Lanceros - Una compañía de artillería (crl. Luis Carrera, sgt. may. Juan Morla) \| |
| Ejército Restaurador de los derechos de la Patria General en Jefe: Brigadier José Miguel Carrera Jefe de Estado Mayor: Coronel Raimundo Sesé Ayudantes: Crl. Rafael de la Sotta, crl. José Samaniego, capitán Manuel Cuevas, teniente José Urrea y tte. Juan de Dios Martínez Vicario general: Presbítero Julián Uribe Tesorero general: José Jimémez Tendillo Auditor de guerra: Manuel Novoa Proveedor general: José Vigil Unidades - I División (Comandante general: Brig. Bernardo O'Higgins; Mayor de órdenes: Crl. Francisco Calderón; Ayudantes: Tcnl. Venancio Escanilla; mayor Pedro Astorga; cap. José Lantaño, cap. José Urrutia; Comisario de guerra: Domingo Pérez) - Batallón de Infantería N.º 2 (crl. Francisco Elizalde) - Batallón de Infantería N.º 3 (crl. Francisco Elizalde) - Escuadrón Dragones de Concepción (crl. Pedro Andrés del Alcázar) - Escuadrón de milicias Lanceros de Rancagua - Escuadrón de milicias Fusileros Montados - Una compañía de artillería (cap. Antonio Millán) - II División (Comandante general: Brig. Juan José Carrera; Mayor de órdenes: Mayor José Cáceres, Ayudantes: Tte. Manuel Serrano, alférez José Almanchi, alférez Salvador Villalobos; Comisario: Ignacio Toledo; Proveedor: Andrés Vera) - Batallón de Infantería N.º 1 de Granaderos (bgr. Juan José Carrera) - Regimiento de milicias del Aconcagua (crl. José María Portus) - Una compañía de artillería (cap. Ignacio Cabrera) - III División (Comandante general: Crl. Luis Carrera; Mayor de órdenes: tcrl. Ambrosio Rodríguez; Ayudantes: Mayor Pedro Fuentes, cap. Manuel Zorrilla, tte. Pedro Aldunate; Comisario: Marcelino Victoriano) - Batallón de Infantería N.º 4 (tcrl. Ambrosio Rodríguez) - Regimiento de Húsares Nacionales de la Gran Guardia (crl. José María Benavente) - Fusileros - Lanceros - Una compañía de artillería (crl. Luis Carrera, sgt. may. Juan Morla)            |

El número de efectivos se ha discutido constantemente, ya que las fuentes principales, la Memoria histórica de Diego José Benavente Bustamante y el Diario militar de José Miguel Carrera no concuerdan entre sí. En 1888, Barros Arana analiza ambos cómputos y decide que el más fiables es el de Benavente Bustamante. Anteriormente, Barros Arana daba números redondeados para las divisiones patriotas.
Benavente Bustamante y Carrera estimaban a la 1.ª división en 1155 plazas distribuidas en: batallones N.° 2 (177 plazas) y N.° 3 (470), los Dragones de Concepción (280), las milicias Lanceros de Rancagua (144) y una batería de artillería (84). Amunátegui Aldunate menciona el estado original que hizo O'Higgins y le dio a Carrera el 24 de septiembre de 1814. En el documento se menciona que el batallón N.º 2 tenía 121 plazas, sin incluir algunos soldados que quedaron en Santiago, el N.º 3 con 441, los dragones 264 y el regimiento de Rancagua 135 (estos últimos, basados en un estado del 16 de septiembre). A estos se debían sumar 44 artilleros que salieron de la capital el día 21 para unirse al N.º 2.
Respecto de la 2.ª división, Benavente Bustamante y Carrera presentan grandes diferencias, estando sólo de acuerdo en la batería de artillería, que ambos estiman en 84 plazas. Respecto del batallón N.º 1, el primero lo estima en 625 plazas y el segundo en 664, y sobre las milicias del Aconcagua, el primero las estima 1153 y la segunda 1253. La división sumaba un total de 1861 plazas según el Benavente Bustamante o 2001 según Carrera. Amunátegui Aldunate menciona el estado original que hizo Juan José Carrera el 25 de septiembre de 1814 y entregó a su hermano. En el documento se dice que los artilleros eran 48 con un obús de 36 libras, 2 cañones de 8 libras y 2 de 4 libras, los Granaderos eran 625 y no se mencionan al regimiento de milicias porque se habían adelantado a la división.
Por último, la 3.ª división sumaba 915 plazas según Benavente Bustamante y 966 según Carrera. El primero afirma que el batallón N.º 4 tenía 195 plazas, los fusileros de la Gran Guardia 83 y los lanceros de la misma unidad 607 y la batería de artillería 30. En cambio, el segundo concuerda en 195 plazas para el mencionado batallón, pero calculaba en 687 fusileros y lanceros a la Gran Guardia más 84 artilleros. En total, Benavente Bustamante estimaba al ejército en 3931 hombres, mientras que Carrera en 4122 acorde al Manifiesto que hace a los pueblos de Chile, publicado originalmente en Montevideo el 4 de marzo de 1818. Sin embargo, en una carta de José Miguel Carrera a un amigo no identificado fechada el 9 de octubre de 1814 en Santa Rosa de los Andes, sólo menciona que su ejército de campaña superaba los 3000 hombres.
En cambio, en una Historia manuscrita que se le atribuye a O'Higgins se estima al ejército patriota en 2400 hombres aproximadamente. Se menciona en el documento que la 1.ª división tenía 4 piezas y el número de plazas se refiere solo a la infantería (unas 500). Según los Apuntes de John Thomas, el 7 de septiembre O'Higgins envió a Santiago 500 granaderos al mando del coronel Bascuñán, 250 húsares de la Gran Guardia al mando de Prieto y 80 artilleros. Se quedaron con él, y fueron la base de la 2.ª división 200 voluntarios, 150 infantes, 150 dragones y 50 artilleros. Respecto de la 2.ª división, la Historia manuscrita menciona únicamente a los 400 infantes, los artilleros se consideran reunidos a la anterior división y serían 100. Finalmente, la 3.ª división es calculada en 1500 plazas.
Rodríguez Ballesteros estimaba al ejército en 3600 soldados: la 1.ª división tenía 900 plazas, la 2.ª división 700 y la 3.ª división 2000. Amunátegui Aldunate compara las cifras de varios autores, entre ellos Guzmán y Rodríguez Ballesteros, indicando que ambos coinciden en el número de combatientes de la 1.ª y 3.ª divisiones, pero Guzmán no menciona nada sobre la 2.ª división, solo dice que José Miguel Carrera y sus hermanos reunieron 2000 hombres, pero no pudieron juntarlos con los que tenía O'Higgins en la ciudad, así que el general en jefe se quedó con una reserva de 1000 soldados afuera sin participar.
| Estimaciones de las tropas patriotas En la columna de Téllez C., entre paréntesis, aparecen el número de oficiales de cada unidad. |              |           |         |           |            |
| Unidad | Benavente O. | Boonen R. | Albi C. | Barros A. | Téllez C.  |
| 1.ª división | 1150         | 1155      | 1000    | 1100      | 1155 (71)  |
| Bat. N.º 2 | 180          | 177       | s/i     | s/i       | 177 (13)   |
| Bat. N.º 3 | 470          | 470       | s/i     | s/i       | 470 (29)   |
| Dragones de Concepción | 280          | 280       | s/i     | s/i       | 280 (16)   |
| Milicias Lanceros de Rancagua | 140          | 144       | s/i     | s/i       | 144 (9)    |
| Artillería | 80           | 84        | s/i     | s/i       | 84 (4)     |
| 2.ª división | 1980         | 2001      | 2000    | 1800      | 2011 (96)  |
| Bat. N.º 1 | 650          | 664       | s/i     | s/i       | 674 (39)   |
| Milicias del Aconcagua | 1250         | 1253      | s/i     | s/i       | 1253 (53)  |
| Artillería | 80           | 84        | s/i     | s/i       | 84 (4)     |
| 3.ª división | 960          | 915       | 1000    | 1000      | 966 (50)   |
| Bat. N.º 4 | 190          | 195       | s/i     | s/i       | 195 (9)    |
| Gran Guardia (fusileros) | 190          | 83        | s/i     | s/i       | s/i        |
| Gran Guardia (lanceros) | 500          | 607       | s/i     | s/i       | 687 (37)   |
| Artillería | 80           | 30        | s/i     | s/i       | 84 (4)     |
| Total | 4090         | 4075      | 4000    | 3900      | 4132 (217) |

El historiador español Julio Albi de la Cuesta señala que los cuerpos de línea serían de reciente creación, pues las unidades más veteranas estaban con el ejército realista. Las nuevas unidades no se identificaban con una ciudad en concreto, en cambio, buscaban ser representantes y defensoras de toda una nueva nacionalidad que estaba formándose, de ahí su nomenclatura por número o con alusiones a la nación. Respecto al ejército de la campaña de 1814, apenas 2230 soldados tenían un verdadero valor militar. Su moral era baja, pues hacía poco tiempo los soldados habían luchado entre sí en Tres Acequias, y algunos reclutas no tenían más de quince días de entrenamiento. La fuerza seguía mal armada y equipada, la 1.ª división tenía apenas 200 fusiles y 20 quintales de pólvora, la 2.ª 1370 de los primeros y 12 de los segundos, y de la 3.ª 200 y 30 respectivamente. Se sabe que las villas de Santa Rosa de Los Andes y San Felipe aportaron al regimiento Auxiliar de milicias del Aconcagua, formado por 1200 milicianos montados, pero solo 200 armados con fusiles, y al que se agregaron 80 fusileros montados e infantes; muchas de esas armas podían usarse por unas dos horas como máximo antes de estropearse.
Respecto a la guarnición que se atrincheró en Rancagua, formada por las 1.ª y 2.ª divisiones, Raffo de la Reta dice que «apenas mil hombres rechazan numerosos ataques de fuerzas tres veces superiores». En cambio, el diplomático español Mariano Torrente sostiene que la división de O'Higgins tenía 1150 soldados y la de Juan José 2000, aunque estaban en inferioridad numérica. La 1.ª división participó al completo, en cambio, la 2.ª división aportó unos 600 fusileros y toda su artillería porque casi toda su caballería miliciana se dispersó al comienzo del sitio. Aunque algunas fuentes hablan de 1750 defensores en la ciudad, la mayoría está de acuerdo con estimar en unos 1700. Sin embargo, Bañados Espinosa niega la validez de estas estimaciones, las que atribuye en cálculos errados de Barros Arana. Para él, ambas divisiones después de la fuga de los milicianos de Portus sumaban 1903 hombres: 168 artilleros al servicio de nueve cañones, 424 dragones y milicianos a caballo y 1311 granaderos y reclutas a pie. Para finalizar, Benavente Ormeño cree que eran 1660 hombres organizados en 1300 fusileros, 200 dragones y lanceros locales y 160 artilleros con 11 piezas de artillería.
Respecto de la artillería, también hay distintas estimaciones sobre el número de piezas.
| Estimaciones de la artillería patriota (número de piezas) |              |              |              |       |                                |
| Autor                                                     | 1.ª división | 2.ª división | 3.ª división | Total | Fuente                         |
| González Amaral                                           | 4            | 4            | 4            | 12    | [ 18 ]                         |
| O'Higgins                                                 | 4            | s/i          | 6            | ¿10?  | [ 198 ]                        |
| Carrera                                                   | 6            | 5            | 4            | 15    | [ 177 ] [ 173 ] [ 95 ] [ 174 ] |
| Toro Dávila                                               | 4            | 4            | 6            | 14    | [ 106 ]                        |

Intentando conseguir más fuerzas, el mando de la Junta de Gobierno ordenó nuevamente la movilización de milicias como reserva pero pésimamente armadas. En total, se habrían movilizado más de 6000 hombres para enfrentar a Osorio, 2564 de ellos milicianos, es decir, «huasos enganchados» o reclutados a la fuerza. De estos, una reserva de 2000 irregulares se habría quedado en Santiago como guarnición.
| Estimación de las reservas patriotas (milicias en septiembre de 1814) |           |                       |                       |       |
| Unidades                                                              | Oficiales | Tropa con instrucción | Tropa sin instrucción | Total |
| Santiago                                                              | 15        | 576                   | 500                   | 1091  |
| Melipilla                                                             | 5         | 116                   | 200                   | 321   |
| Valparaíso                                                            | 13        | 400                   | s/i                   | 413   |
| Auxiliares del Aconcagua                                              | 1         | 180                   | 100                   | 281   |
| Total                                                                 | 34        | 1272                  | 800                   | 2106  |

Las milicias de caballería se reclutaron en el campo y las de infantería en las ciudades cuando los terratenientes y mercaderes ya militarizados arrastraron a la guerra a la plebe. Los hacendados formaban montoneras con los inquilinos de sus fundos, pero también reclutaron forzosamente a peones o gañanes, trabajadores temporales que vagaban por los campos. Los milicianos de caballería solían ir con atuendos civiles y lanzas de coligüe o moharras de hierro deficiente, aunque ocasionalmente usaban machetes de un metal de igual calidad. Los campesinos chilenos solían ser expertos en el uso del caballo, el cuchillo y la lanza pero al no tener entrenamiento no podían mantener una formación o hacer maniobras complejas, y lo único que podían hacer era improvisar o cargar de frente.
Los mercaderes movilizaron a los artesanos urbanos y los labradores suburbanos en milicias de infantería, lo que era muy resistido por la gente, que prefería combatir a caballo. Idealmente las formaban vecinos, hombres con casa en la ciudad, empleo independiente y derecho a participar de cabildos y portar armas, fueran patricios o plebeyos, pero obviamente las unidades se rellenaban con levas forzadas del bajo pueblo (individuos sin casa, esclavos o siervos domésticos, analfabetos y mestizos) con reclutas llevados engrilladosa los cuarteles. Estas fuerzas solían reproducir el orden social de la ciudad de donde venían, los mandos los obtenían los hombres más ricos y la tropa la formaban los pobres.
La intendencia de Coquimbo se mantuvo al margen de los combates de esta época, no hay referencias de que enviara tropas al sur aunque sí apoyo económicamente.

## Preparativos defensivos
Los capitanes Ramón Freire, Santiago Bueras y Francisco Javier Molina cruzaron el Cachapoal hacia el sur para vigilar a los realistas mientras se despoblaba la zona de gente y ganados. No se apartaron del río y hubo muchas escaramuzas con la vanguardia realista. El 13 de septiembre Luis Carrera ordenaba fortificar Angostura, obra encargada al presbítero Pineda, quien no tenía de conocimientos para la labor y a los cuatro días se desiste.
El 18 O'Higgins recibía la autorización de prepararse para defender Rancagua con 350 infantes, 150 dragones y 50 artilleros. Acampan al sur del Paine, donde O'Higgins discute con el sacerdote Pineda, encargado de fortificar el paso porque lo cree inútil, pues existen los caminos de Chada y Aculeo por donde se puede flanquear las defensas a derecha e izquierda respectivamente. El 19 llega a Rancagua, donde encuentran a algunas milicias al mando del teniente coronel Cuevas y luego se les une un cuerpo de dragones venido de San Fernando a órdenes de Freire. El capitán Freire había sido enviado por O'Higgins con 50 dragones a vigilar al enemigo y había cruzado el Cachapoal al sur hasta llegar a las inmediaciones de San Fernando, donde debió retirarse al encontrar a la vanguardia enemiga. En su retorno se encontró con los 150 milicianos de Cuevas.
El 20 comenzaban los trabajos defensivos en la ciudad. O'Higgins pasa el Cachapoal en un reconocimiento. El mismo día salen de Santiago 1200 jinetes milicianos a caballo del Aconcagua al mando del coronel José María Portus. Al día siguiente le sigue la 2.ª división del brigadier Juan José. Por entonces, Rancagua tenía como únicos puntos fuertes los tres campanarios de sus iglesias y su plaza de Armas tenía solo cuatro calles de salida, formándose igual número de cuadras a su alrededor. El 21 de octubre, O'Higgins realiza un reconocimiento en los vados del oriente de la ciudad, hasta Cauquenes, apostando milicias en los pasos. El 22 realiza un reconocimiento en el oeste, destaca dos destacamentos de 20 dragones cada uno en los vados de la Ciudad (el más importante y donde también levanta parapetos), Robles (una legua al oeste, río abajo) y Punta de Cortés o Quiscas (una legua más al oeste). En la tarde del 23 llega la noticia que en esa mañana ha salido Portus de Santiago con 800 milicianos y que al día siguiente saldría el resto del ejército.
El 24 Osorio establecía su cuartel general a 10 km al sur de la ciudad, en El Olivar, y comenzaba los preparativos para cruzar el río. Ese mismo día los trabajos defensivos en el paso de la Ciudad quedan completados. El 25 de septiembre, Osorio llega a San Fernando, ocupada días antes por su vanguardia. Ese mismo día se comienzan a construir trincheras en las cinco calles que llevan a la plaza de Armas, pero no con la intención de defenderla de un gran asalto sino de ataques de guerrillas y partidas volantes de los realistas; los principales trabajos de defensa se realizan en la orilla del Cachapoal. El 26 de octubre, Osorio sale para el norte a Requínoa, tres leguas del sur del río. Mientras que Juan José y Portus acampaban en la tarde en las chacras de Valdés.
El 27 la 2.ª división de Juan José se instalaba junto al río en «las chacras de don Diego Valenzuela» protegiendo el vado de Los Robles apoyándose en algunos parapetos, una legua al oeste de Rancagua, para forzar a Osorio a cruzar frente a la ciudad. O'Higgins va a visitarlo y la tropa lo recibe a gritos de: «¡Viva la Patria!». En la mañana del 28 de septiembre, O'Higgins recibe una carta anónima en que le avisan que si logra vencer a Osorio será asesinado en el acto por un sicario de los Carrera oculto en su campamento. A las 15:00 horas O'Higgins y Juan José cruzan el río al sur en un reconocimiento, avanzan hasta encontrarse con una guerrilla enemiga en el camino real.
Al mediodía del 29 de septiembre, la vanguardia de la 3.ª división, mandada por Luis, llegaba a San Luis de Mostazal, inmediatamente al sur de Angostura, tras dos días de marcha desde Santiago y a la espera de ir a ayudar a las otras unidades. Sin embargo, el grueso de la unidad recién acababa de salir de Santiago. Luis acamparía con sus hombres en una antigua hacienda jesuita llamada Bodegas del Conde. En la misma jornada, O'Higgins y Juan José acuerdan un plan de defensa: el primero defenderá el vado de la Ciudad y el segundo el de los Robles.
Al mediodía del 30 de septiembre, José Miguel tomaba el mando directo de la 3.ª división en Mostazal, avanza hasta Graneros (a medio camino entre Angostura y Rancagua) y deja a Luis a cargo de guarnecer Angostura. Se suponía que en esa jornada el comandante en jefe visitara Rancagua, pero sufrió de «un fuerte golpe, que me había dado en el camino» pero prefirió descansar en Mostazal y en la tarde sólo pudo seguir hasta Graneros, a tres leguas de Rancagua, con la Guardia Nacional. Entre tanto, O'Higgins ordena a sus hombres retirarse del sur del Cachapoal y espera que Luis se instale con su división en el vado Punta de Cortés para formar una línea inexpugnable.
Esa tarde O'Higgins había acabado el sistema defensivo en la ciudad, era un cuadrado perfecto dividido en cuadras, en su centro estaba la plaza de Armas. Las trincheras de adobe estaban ubicadas por las cuatro calles que llegaban a la plaza a una cuadra de aquella, pero las entradas estaban despejadas. Tenían tres frentes para vigilar la calle principal y las dos laterales en cada esquina, y atrás tenían artillería. Fortificados en techos y casas podían disparar a cualquier atacante que avanzara por las rectas y estrechas calles. Su comandancia estaría en una casa en la esquina del solar de los Olivos, las tropas ocuparon el cabildo y los alrededores del mercado, el Convento de la Merced se convirtió en un hospital militar, se dispusieron tiradores en los tejados, las cuatro calles de acceso a la plaza de Armas fueron bloqueadas con cañones atrincherados, se fortificó un área mayor a las cuatro manzanas centrales y se estableció puestos de vigía y avanzadillas en las entradas de la ciudad.

## Batalla: primer día

### Cruce del río
En la noche, los monárquicos salieron de Requínoa y cruzaron el Cachapoal cerca del vado Punta de Cortés, casi frente a Lo Miranda, a 2 leguas al este de la ciudad. Desprendieron varias partidas menores en distintos puntos para distraer a los defensores. Osorio también envió una intimidación escrita a los comandantes de Rancagua, fechándola en San Fernando, villa que había abandonado días antes, para que creyeran que no estaba cerca. Sin embargo, O'Higgins y Juan José no cayeron en el ardid, pues sabían bien de la proximidad del enemigo. Posteriormente se la enviaron a José Miguel señalando que era un engaño y debía vigilar la zona. En el texto, el comandante realista advertía que los revolucionarios tenían cuatro días para dar una respuesta, pero José Miguel solo la envió al gobierno en Santiago informando del engaño.
El movimiento empezó a las 21:00 horas, justo cuando en el campamento de la 3.ª división celebraban creyendo que los realistas se retiraban por informes de la 1.ª división que afirmaban no haber visto al ejército enemigo en ninguna parte. Los 650 jinetes de la vanguardia monárquica dispersaron una compañía de dragones de la 3.ª división mandada por el capitán Rafael Anguita, quien inicialmente no detecto la maniobra hasta que el enemigo estaba en la otra orilla, pues anduvieron un cuarto de legua por la ribera sur del río antes de cruzar, como parte de las previsiones de Osorio; así Juan José perdió la oportunidad de atacar al enemigo cuando era más débil. La noche era muy oscura y cada división realista decidió marchar en columna al punto de cruce, lo hacían en absoluto silencio y descansando cada hora para no fatigarse, evitar ser detectados o que sus soldados se perdieran en la penumbra; además, se les prohibió encender cigarrillos para no ser vistos. A la cabeza iban 50 granaderos del capitán Joaquín Magallar, doscientos pasos más atrás 25 zapadores del batallón Talavera dirigidos por el subteniente Domingo Miranda acompañados de 4 cañones, y aún más atrás los Húsares de la Concordia de Barañao; estas piezas de artillería hacían el único sonido al moverse entre los pedregales del río. Estos exploradores inspeccionaron el vado Punta de Cortés antes de informar al resto del ejército que podían cruzar. Luego venían las cuatro divisiones de infantería con su artillería y al final el escuadrón Carabineros de Abascal.
En la medianoche le avisan a O'Higgins que las avanzadillas del enemigo estaban cruzando por el vado. Al amanecer le informan que el enemigo ya había cruzado y se dio cuenta de que la guerrilla realista que vio en el vado de la Ciudad era una distracción.
O'Higgins tampoco había creído que los realistas fueran capaces de tal maniobra durante la noche y no creyó en las advertencias del teniente coronel Benavente, sólo cuando Osorio estaba al norte del río envió mensajes a Juan José, quien estaba en las casas de Valenzuela, para que se le uniera en el vado de los Robles. Sus mensajes al brigadier Juan José eran rogativas para que abandonará su posición, ahora inútil, y lo ayudara. Sin embargo, se sorprendió al enterarse de que la 2.ª división se había retirado. Envía exploradores al vado de Punta de Cortés que le confirman que el enemigo ya formaba en batalla al norte del Cachapoal. Sin saber dónde esta Juan José supone que está en Rancagua, pues es el único obstáculo entre los monárquicos y la 3.ª división. Eran cerca de las 07:00 horas del 1 de octubre y O'Higgins sabía que el ejército monárquico completo estaba formado en línea oblicua al noroeste de la ciudad, sus mensajes al brigadier Juan José eran rogativas para que abandonará su posición, ahora inútil, y lo ayudara. Juan José envió a un ayudante a Graneros para informar a su hermano José Miguel del movimiento, cual creía que era la dirección de los realistas y que los milicianos del Aconcagua de Portus debían estar acosando su retaguardia. En esos momentos O'Higgins meditaba si retirarse por el camino de Chada a unirse con José Miguel y Luis o refugiarse en Rancagua, donde suponía que estaba Juan José. En esos momentos sus guerrillas empiezan a tener escaramuzas con las del adversario y aparece a galope tendido el capitán Lavé o Labbé, un edecán de Juan José, pidiéndole socorro, pues la 2.ª división había preferido refugiarse en la plaza y si no iban en su ayuda sería aniquilada. Sus lugartenientes se molestaron y le dijeron que debía abandonar a Juan José a su suerte, especialmente el mayor Astorga, quien añadió que seguramente los Carrera planeaban deshacerse de él si Osorio era vencido. Según Thomas, el brigadier le respondió: «Es precisamente porque los Carreras son mis mejores enemigos y porque han tramado mi muerte, que no puedo ahora abandonarlos», y añadió para finalizar el debate y ponerse en marcha a Rancagua:

«El honor vale más que la vida. Yo podría retirarme ahora y el verdadero motivo por el cual lo haría, sería la seguridad de mis valientes soldados; pero esto no se interpretaría así y las mil lenguas de la calumnia convencerían pronto al mundo de que yo había vendido y abandonado a un compañero de armas porque lo consideraba enemigo mío. Por lo tanto sólo tengo que decir lo mismo que dije en los Robles: o vivir con honor o morir con gloria; el que sea valiente, sígame».

O'Higgins se dio cuenta de que los monárquicos formaron sus divisiones de vanguardia y centro al oriente y la de retaguardia, aún incompleta y vulnerable, en unos antiguos graneros de la Compañía al noroeste de sus posiciones. Planeó atacar con su división y la de Juan José, si los realistas tomaban el camino hacia Santiago dejarían sola a esta última división, entonces podrían cargar contra la retaguardia enemiga, rodear el flanco que cubría y atacar por la retaguardia al resto del ejército monárquico. Sin embargo, Osorio tomó la decisión de marchar inmediatamente sobre Rancagua apoyando su flanco derecho en el río y encargo al teniente coronel Asenjo y al capitán Castilla, cada uno con 100 jinetes, tirotear a la avanzadilla patriota, compuesta por 280 dragones al mando del capitán Freire, que se retiró a Rancagua sin dejar de entablar escaramuzas. O'Higgins decide enviar su equipaje pesado a Chada y vuelve con su división a la villa, mientras el enemigo avanza al camino real que conecta Rancagua con el vado de la Ciudad. Luego, Osorio se separó del Cachapoal para avanzar a Rancagua ocupando los caminos del norte, cortando toda retirada a Santiago y forzando a O'Higgins y Juan José a entrar en la villa. A las 07:30 u 08:00 horas O'Higgins y sus hombres estaban en la plaza de Armas de Rancagua, ahí apea su caballo para abrazar a Juan José, quien le dice: «Aunque yo soy el brigadier más antiguo, usted es el que manda». O'Higgins responde con un «Acepto el mando», y la tropa profirió aplausos y gritos de: «¡Viva la Patria!». De esa forma, Juan José reconoce la mayor experiencia militar de su camarada y que anteriormente fue el general en jefe. Después de este evento, Juan José se retiró a la casa del cabildo, de donde no saldría hasta las 13:00 horas del día siguiente. La 1.ª división había entrado por el sur, calle San Francisco, mientras que Freire y su caballería lo hizo por el norte, calle La Merced, y la 2.ª división por San Francisco y Arriba.
En esos momentos, el coronel Portus se sumó con su regimiento de milicianos a la retaguardia de la división de O'Higgins, que regresaba adentro de Rancagua y le ordenaba sumarse a la guarnición. Sin embargo, cuando quiso entrar en la ciudad sus hombres recibieron fuego de los centinelas. Portus debió intentar entrar por otras calles, pero en ese lapso de tiempo las avanzadas realistas les dieron alcance y les atacaron, causándoles muchas bajas y dispersando al regimiento. Los milicianos huyeron como pudieron, acompañados de los dragones de los capitanes Gaspar Ruiz y Agustín López.
La maniobra de Osorio fue brillante. Había cruzado la línea defensiva que se suponía debía detenerlo y sin perder un solo soldado. Además, rápidamente había flanqueado a sus enemigos y los forzó a refugiarse en una villa mal preparada. En otras circunstancias en pocas horas hubiera logrado su capitulación o la habría tomado en un asalto, pero no contaba con la feroz resistencia que encontraría.
Dentro de la villa, ambos brigadieres decidieron guarnecer cada trinchera con parte de los 12 cañones que llevaban sus divisiones y los sobrantes quedarían en la plaza de Armas, junto a la caballería y una pequeña reserva de infantería. Se ordenan guarnecer las iglesias y los techos de las casas cercanas a las trincheras con fusileros, al igual que pelotones encargados de cuidar a los cañones detrás de los parapetos. Estas trincheras y parapetos estaban mal hechos, a una o dos cuadras de la plaza de Armas. Las únicas provisiones son líos de charqui. La caballería queda en unos corrales espaciosos a cargo de Freire y el capitán Rafael Anguita. O'Higgins instala su cuartel general en la sala del cabildo con sus ayudantes Astorga, Urrutia y Flores.
| Trinchera | Comandantes                             | Calle                         | Efectivos | Artillería | Unidades   |
| --------- | --------------------------------------- | ----------------------------- | --------- | ---------- | ---------- |
| Sur       | cap. Manuel Astorga cap. Antonio Millán | San Francisco (actual Estado) | 100-200   | 2-3        | Bat. N.º 3 |
| Norte     | cap. Santiago Sánchez                   | La Merced (actual Estado)     | 100       | 2          | Bat. N.º 3 |
| Oeste     | cap. Francisco Javier Molina            | Cuadra (actual Independencia) | 150       | 2          | Bat. N.º 2 |
| Este      | cap. Hilario Vial                       | Arriba (actual Germán Riesco) | 100-150   | 2          | Bat. N.º 3 |

Dos cuadras delante de la trinchera de Molina el capitán Eugenio Cabrero mantenía un improvisado parapeto con 50 granaderos y 2 cañones. Las estimaciones del cuadro anterior provienen originalmente de Barros Arana, sin embargo, en un manuscrito que se atribuye a O'Higgins se afirma que en San Francisco había 300 infantes con 4 cañones y en La Merced 200 plazas con 2 piezas. Según John Thomas, amigo y secretario personal de O'Higgins, los defensores poseían diez cañones que distribuyeron en cada calle en pares, dejando los sobrantes como reserva, lo que se considera un error al desaprovechar esas piezas.
A las 09:00 horas las disposiciones estaban listas mientras su enemigo avanzaba desde todas direcciones. En las tapias de madera los potreros de Sotomayor se atrincheraron algunos fusileros patriotas mientras dragones y milicianos atacaron la caballería realista del ala izquierda, pero deben retirarse. Pasada una hora de combate, la línea de fusileros fue desbordada por los flancos y los monárquicos llegaron a las entradas norte y oeste de la villa.

### Reacción de la 3.ª división
En tanto, José Miguel ordenó avanzar a la Guardia Nacional al amanecer, no había montado su caballo cuando el sargento mayor Pedro Vidal le informa que se escuchan disparos de artillería en dirección al Cachapoal. Decide marchar, pero a dos o tres leguas de Rancagua se encontró con su ayudante, José Samaniego, a quien había despachado el día anterior para revisar el estado de las tropas, con la noticia: «El general O'Higgins me encarga diga a Ud. que el enemigo a pasado el río por el vado de abajo; que ha mandado salir los Dragones para contenerlo, y que se dispone a encontrarlo, para lo que ha avisado al comandante de la 2.ª división para que lo sostenga». O'Higgins envió a su ayudante, el teniente Juan de Dios Garay, para informar en Mostazal a José Miguel del cruce de Osorio. Temiendo que el enemigo intentara tomar la posición y aislarlo de Santiago, José Miguel despachó a su edecán, Rafael de la Sotta, con la orden de retirada de Rancagua hacia Angostura por el camino de la hacienda de la Compañía de Jesús, aunque tuvieran que abandonar la artillería clavando a los cañones. También despachó al teniente José Tomás Urzúa con 120 cartuchos para ayudar en la maniobra, pero al llegar era tarde y se encontró con dos divisiones atrincheradas dentro. Además, Sotta y Urzúa se encontraron con el enemigo controlando la cañada que llevaba a Rancagua, por lo que no pudieron acercarse.
A las 08:00 horas, José Miguel era informado que la división de Juan José debió retirarse a Rancagua, donde ya se habría replegado O'Higgins, y que las milicias del Aconcagua se habían dispersado y retirado a Santiago. Inicialmente decidió enviar a su infantería y artillería a Angostura, temeroso de que Osorio intentase tomar la posición, pero después de ver que no existía tal peligro ordenó que volvieran y, después de dejar una guarnición en Angostura, ordenó que se les uniera su retaguardia, formada por 170 artilleros con 6 piezas y 116 infantes al mando del capitán José Antonio Bustamante y 150 lanceros dirigidos por Fernando Gorigoitia. El coronel Luis Carrera avanzó con la retaguardia de la 3.ª división pero divisó una columna que se le acercaba por su izquierda, decidió encararla y en Pan de Azúcar descubrió que eran los milicianos del coronel Portus en plena huida. Estas milicias del Aconcagua se habían dispersado y dado grandes rodeos para llegar con la 3.ª división en el camino a Santiago; se cree que más de 1600 milicianos abandonaron al ejército patriota sin luchar. Luego descubrió que una fuerza enemiga venía por su derecha, por el camino de Machalí en dirección a la cuesta de Chada, pero un escuadrón de húsares a cargo del coronel Benavente logró hacerla retroceder. Para el anochecer todos pernoctaban en «las casas nuevas de la Cuadra» y se habían reforzado a los húsares con 2 piezas y 60 fusileros.

### Primer ataque
Como señal de su voluntad de resistir hasta el final, se ordenó a los soldados enarbolar banderas con jirones negros. Estos símbolos causaron risa entre los soldados y oficiales peninsulares, quienes creyeron que era una fanfarronada y serían dueños de la plaza en una hora. La gran mayoría jamás había luchado en Chile y muchos talaveras esperaban tomar la ciudad con el simple acto de entrar por sus calles.
Rápidamente Osorio aprovechó para rodear la ciudad completamente. Tras este exitoso comienzo, Osorio creía que podría fácilmente intimidar a los defensores con algunas muestras de fuerza; para entonces, la mayoría de la caballería patriota había huido. Luego, ordenó desviar el curso de la acequia que alimentaba de agua Rancagua, siguiendo el consejo de algunos vecinos que eran realistas. Esto fue decisivo para la derrota patriota, tanto que un canto popular de la época decía en dos estrofas: «Fue porque les cortaron el agua. Y un fraile que los contó». Por último, manda a su artillería bombardear la ciudad por los cuatro costados a la vez, dividiendo sus fuerzas en cuatro agrupaciones, pero según Toro Dávila cometiendo el error de no dejar una reserva. Sin embargo, tanto Barros Arana como Espejo creen que dejó una reserva de caballería, específicamente unos 450 hombres. Otro error que habría cometido fue el distribuir de igual forma a su ejército por todo el perímetro sin concentrar un grupo principal desde donde lanzar un ataque principal.
| Agrupación | Comandantes                                            | Efectivos              | Artillería | Unidad                                                                                  | Calle         |
| ---------- | ------------------------------------------------------ | ---------------------- | ---------- | --------------------------------------------------------------------------------------- | ------------- |
| Sur        | crl. Rafael Maroto crl. Manuel Barañao                 | 900 a 1000             | 4 a 6      | Batallón Talavera de la Reina Escuadrón Húsares de la Concordia Regimiento Real de Lima | San Francisco |
| Norte      | crl. Clemente Lantaño crl. José Carvallo Pinuer        | 1000 a 1100            | 4          | Batallón Fijo de Valdivia Batallón Cívico de Chillán                                    | La Merced     |
| Este       | crl. Manuel Montoya tcl. Ramón Jiménez Navia           | 1050 a 1100            | 4          | Batallón Veterano de San Carlos Batallón Auxiliares de Chiloé                           | Arriba        |
| Oeste      | crl. José Rodríguez Ballesteros tcl. José de Vildósola | 1100 a 1400 hasta 1500 | 4          | Batallón Voluntarios de Castro Batallón Fijo de Concepción                              | Cuadra        |

Inicialmente, los ataques por el sur estuvieron a cargo de la caballería de Quintanilla y Elorreaga, pero a las 09:00 horas, según Benavente Ormeño, con la ciudad ya completamente rodeada, el coronel Maroto, jefe del primer cuerpo de talaveras, ordenó a sus hombres entrar. Sin embargo, Vicuña Mackenna dice que a las 10:00 horas comenzó el bombardeo de artillería que fue contestado desde las trincheras. Luego avanzó el batallón Talavera por el sur.
Maroto, tan confiado como Osorio de una fácil victoria, ordenó a su batallón entrar por la cañada del sur sin enviar exploradores, en columna cerrada y marcando el paso. Al frente iba una compañía de granaderos con sus penachos rojos. El cuerpo militar parecía desfilar, demostrado gran disciplina al marchar al unísono y causando temor en quienes los veían acercarse, pero también era una masa muy compacta de objetivos. Les acompañaban los húsares de Barañao y 200 soldados del Real de Lima. De hecho, ante tal espectáculo, el comandante de esta última unidad, el teniente coronel Francisco Velasco, le advirtió en voz baja a Maroto: «Mi coronel, ¿cómo ataca usted en columna cuando estamos sobre las trincheras?». La respuesta del oficial fue tajante: «A un jefe español no se le hacían advertencias, y menos a quien los bigotes le habían salido en la guerra contra Napoleón».
No hubo resistencia hasta que llegaron a dos cuadras y media de la plaza, frente a la iglesia de San Francisco, donde estaban atrincherados los defensores. Los capitanes Manuel Astorga y Antonio Millán consiguieron que sus hombres esperaran hasta que los realistas llegaron a unos 50 metros, luego gritaron «¡Viva la Patria!» y ordenaron una feroz descarga de fusilería sobre la primera fila de granaderos, apoyada por la metralla de los cañones que fulminó a las dos filas siguientes. Esto causó estupor entre los monárquicos, quienes quedaron paralizados por un momento, para luego huir, pero su fuga era entorpecida por los muertos que sembraban la calle mientras aún sufrían por los disparos enemigos. Muchos murieron por tiros en la espalda cuando intentaban buscar refugio.
Mientras los revolucionarios recargaban sus armas, los realistas se refugiaron entre los muros y pilares de los corredores o se escabulleron pegados a las paredes para llegar a las calles transversales, desde donde disparar ordenadamente sobre la trinchera. Todos los talaveras se dispersaron, excepto la sexta compañía del capitán Vicente San Bruno.
Los soldados de Astorga no podían responder a su disciplinado fuego y los cañones de Millán no podían posicionarse bien en la estrecha trinchera. Los experimentados oficiales peninsulares se dieron cuenta y agitando sus sables al aire, ordenaron un nuevo asalto con las bayonetas. Los dos oficiales al mando de la defensa permanecieron en primera línea, lo que ayudó a los patriotas a rechazar a la desesperada esa carga. En vano los monárquicos les gritaban «¡Rendirse traidores!», pero debieron acabar por retirarse. Millán aprovechó para mover un cañón y descargar su metralla mientras lo hacían. Pocos minutos después comenzaba un ataque simultáneo sobre las otras trincheras, siendo respondido con fuego de metralla o de fusiles desde techos y troneras; sin embargo, la defensa agotó las municiones de los patriotas. La lucha era feroz, a poca distancia, no hubo muchas bajas iniciales entre los atacantes, pero igualmente debieron retirarse a las bocacalles para responder a resguardo.
Al este y norte no alcanzaron a llegar a las posiciones y se retiraron en orden. Los ataques no son simultáneos y tendían a ser menos intensos cuanto más lejos están del sur de la ciudad, donde estaban la reserva y el cuartel de Osorio. El más violento se produce en la calle Cuadra encabezado por el sargento mayor del Talavera, Miguel Marqueli, y el capitán José de María Casariego, los monárquicos estuvieron a punto de tomar el parapeto del capitán Cabrera, pero la llegada de 100 refuerzos los detuvó.
Osorio estaba en una casa cercana a la villa cuando le avisaron de la derrota de los talaveras algunos de sus oficiales, quienes fueron testigos presenciales del evento, llegando a exagerar el número de defensores y acusar que la sorpresa fue producto de la traición. Furioso, ordenó al coronel Barañao cargar contra la trinchera sur con su escuadrón con sable en la mano y tercerola en la espalda. Barañao dio la orden: «carabina a la espalda y sable en mano». Antes de la carga, el oficial se acercó sable en mano a los comandantes de los talaveras y les dijo: «Vean ustedes cómo se combate en América», pero su valor no pudo con el fuego de los patriotas, perdiendo su caballo. Decidió ordenar desmontar a sus hombres y subir a los techos para responder a sus enemigos con sus carabinas, pero fue herido en un muslo y sus hombres decidieron retirarse a una calle transversal. Momento en que fueron ayudados por Maroto, Velasco y San Bruno. Este último, formó a su compañía en la misma calle y formó una batería para romper con fuego de cañón la posición enemiga.
En respuesta, O'Higgins ordenó izar en lo alto de la torre de la iglesia de La Merced la bandera patriota ataviada con pendones de tela negra, indicando que no se rendirían. Recorría las trincheras a caballo impartiendo órdenes y dando ánimos, más tarde subió a la torre para dirigir las operaciones; siempre estuvo acompañado de sus tres ayudantes y dando prioridad a ir a donde estuviera el presión del enemigo.

### Segundo ataque

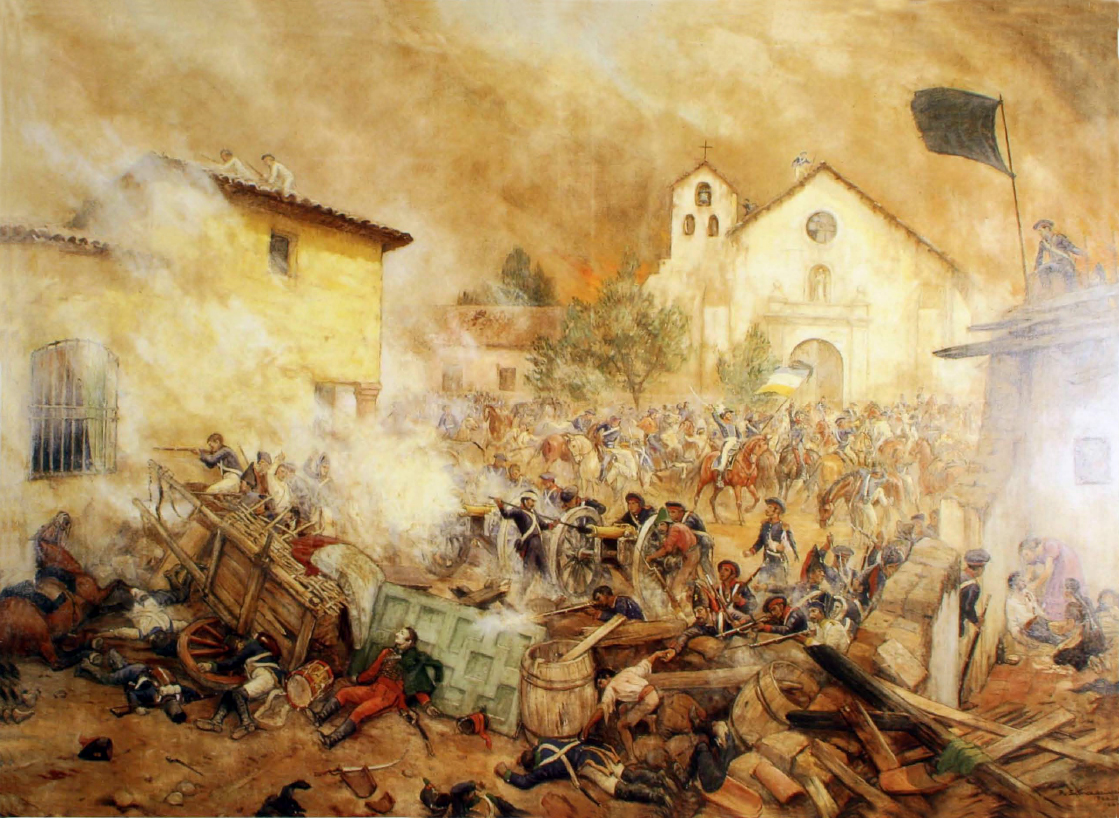
Últimos momentos en Rancagua por Pedro Subercaseaux, 1944.

Tras una hora de combate, Osorio ordena construir parapetos en las entradas desde donde usar las piezas de artillería y bombardear las trincheras enemigas y a sus zapadores agujerear los muros, trabajos que tomaran dos horas. Por dos horas se bombardean las trincheras enemigas, lo que es respondido, causándose mucho humo. A las 14:00 horas, los realistas volvieron a avanzar por las cuatro entradas, destacándose los talaveras, que pusieron tiras negras en las banderas que llevaban sus guías y avanzaron gritando como siempre: «¡Rendirse, traidores!¡Rendirse insurgentes, o morir!». La respuesta de los defensores era siempre: «¡Viva la Patria, mueran los sarracenos!». Los combatientes de ambos lados se disparaban constantemente desde troneras y techados. La realistas vuelven a ser vencidos y se retiran a las 16:00 horas.
O'Higgins, enterado de los eventos en la trinchera sur, decidió pasar a la ofensiva y ordenó al subteniente de la legión de Arauco, Nicolás Maruri, y al alférez de los dragones, Francisco Ibáñez, cargar con 50 a 100 hombres contra el parapeto construido por San Bruno. Después de esperar que Millán descargara sus cañones para crear una cubierta de humo, Maruri e Ibáñez ordenaron la carga de sus hombres, tomando en el primer asalto la batería y empezando a destruirla. Los monárquicos fueron masacrados y apenas dieron combate. Sin embargo, muchos soldados patriotas también se dispersaron por las casas vecinas para buscar refugio y Maruri debió dejar al subteniente José Esteban Faez con 12 hombres para vigilar la posición, mientras él iba por la calle para empujar a sus soldados fugados y llegó a pegarle con el plano de su sable al teniente Juan de Dios Larenas por negarse a volver a su puesto.
Estos eventos fueron aprovechados por San Bruno para reorganizar a su compañía y lanzar un contraataque, forzando a Maruri a retirarse, con Millán utilizando su artillería para cubrir su retirada. Sin embargo, un tiro de cañón apresurado mató a cinco soldados de Maruri. Así, Ibáñez y Maruri empezaron a recuperar a sus hombres en una calle transversal, mientras San Bruno ordenaba a un subordinado atravesar los patios interiores de las casas cercanas con un piquete de soldados y una pieza de artillería. En esos momentos, Maruri se percató de la maniobra, tenía 12 soldados protegiendo su sector de la trinchera sur y estaban retrocediendo ante 60 talaveras que se les acercaban. Instaló tiradores en los techados que detuvieron al enemigo. Luego, lanzó una granada de mano que le dio O'Higgins contra los enemigos concentrados en el patio de una casa, confundiéndolos, y cargó con 40 soldados y el alférez Ibáñez contra el enemigo, tomando el cañón y 13 carabinas. La pieza de artillería fue arrastrada hasta la trinchera patriota «a lazos». Todo el piquete enemigo fue muerto, a excepción del tambor y dos soldados que fueron capturados. Cuando presentó el botín a O'Higgins, Maruri fue ascendido inmediatamente a capitán. Habían muerto 86 talaveras en estos eventos.
Durante la lucha, los monárquicos empezaron a incendiar algunos edificios para acorralar a sus enemigos. Tras diez horas de combate, al atardecer, se produce un tercer ataque pero los soldados realistas estaban muy cansados. A las 21:00 horas los ataques realistas cesan y empiezan a quemar a los muertos en montones, especialmente alrededor de la calle San Francisco, mientras cientos de heridos son atendidos en hospitales improvisados. Según Toro Dávila, al anochecer los combates cesaron, mientras que Barros Arana sostiene que los combatientes no estaban cansados y los tiroteos continuaron durante la noche. Sin embargo, la resistencia patriota era cada vez más difícil, los realistas habían cortado la única acequia que daba agua a Rancagua y no podían seguir enfriando los cañones después de disparar, haciendo más irregular el fuego de su artillería. Por eso, a las 23:00 engancharon su artillería y buscaron un punto débil en el cerco para escapar amparados en la noche, pero los centinelas realistas estaban atentos y fue imposible.

### Noche

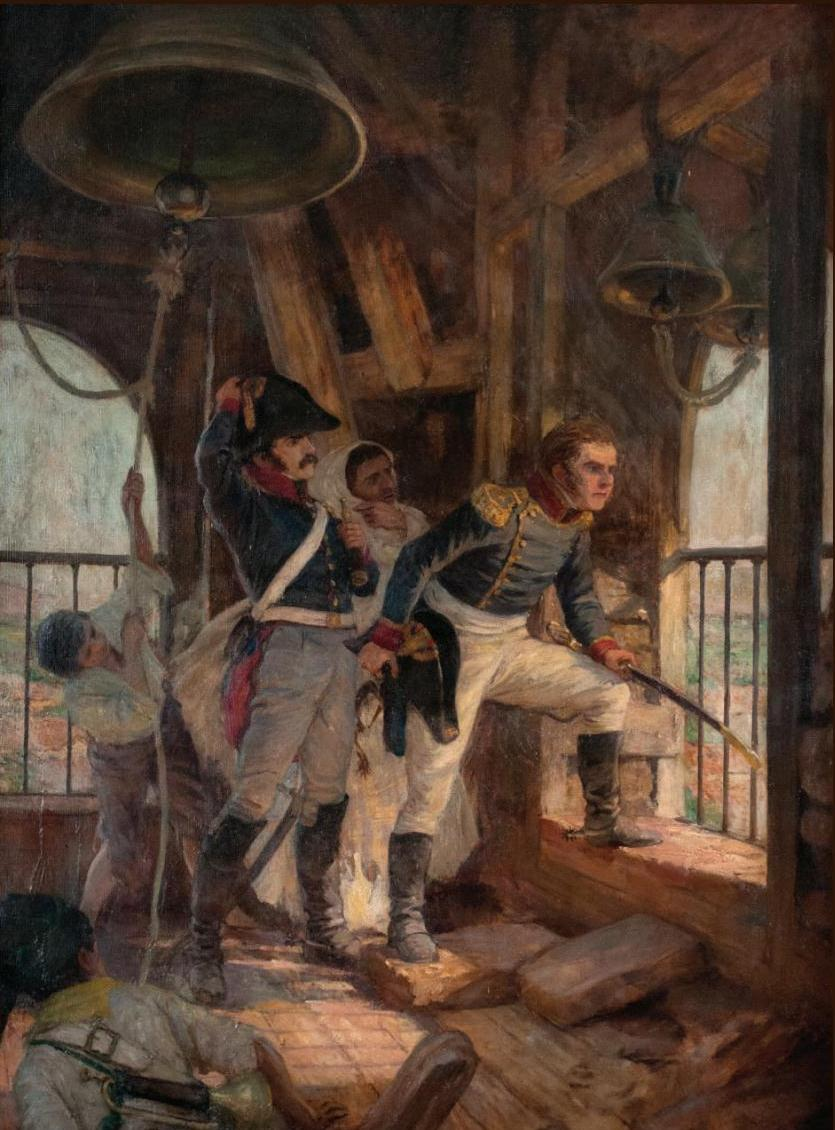
Bernardo O'Higgins vigila desde la torre de la Iglesia de la Merced, esperando inútilmente la ayuda de José Miguel Carrera. Óleo de Pedro Subercaseaux, 1920.

Poco después del anochecer, O'Higgins ordenó una reunión de los jefes militares de cada trinchera y los oficiales de mayor graduación en la casa del cura, que estaba en la plaza de Armas. Después de que los comandantes dieron sus informes se concluyó que los defensores eran los vencedores, por el momento, y aunque habían sufrido mucho y se les agotaban los víveres, habían resistido los ataques, causando mayores bajas al enemigo, por lo que todos se negaron a hablar de capitulación. De hecho, O'Higgins propuso resistir hasta el último hombre con la esperanza que José Miguel atacara con la 3.ª división, siendo apoyado por los oficiales, que esperaban que los monárquicos colapsaran si eran atacados por la retaguardia. El principal problema por entonces era la escasez de municiones de fusil, muy necesarias para luchar desde tejados y ventanas, aunque tenían abundancia de tiros de cañón. Por esto se necesitaban auxilios pero las comunicaciones con José Miguel estaban cortadas. Sin embargo, hubo un dragón, cuyo nombre se ha perdido en el tiempo, que fue voluntario para llevar un mensaje de O'Higgins envuelto en papel para cigarrillos; salió disfrazado de mujer.
Entre tanto, José Miguel y su división estaban en los graneros de la antigua hacienda de la Compañía, a tres leguas de la ciudad. A las 21:00 o 22:00 le llegó un mensaje de O'Higgins: «Si vienen municiones y carga la 3.ª división, todo está hecho». De forma verbal, O'Higgins también le dijo que esperaría su llegada para romper el cerco y retirarse. La respuesta de Carrera fue: «Municiones no pueden ir sino en la punta de las bayonetas. Mañana al amanecer hará sacrificios esta división. Chile, para salvarse, necesita un momento de resolución» y agregó de palabra: «Diga Ud. que esta división no puede encerrarse en la plaza; pero que mañana atacará para que salgan las de adentro». El mensajero, un húsar o dragón anónimo, cruzó disfrazado las líneas y trajo la respuesta a O'Higgins a las 02:00 de la madrugada siguiente. Durante su entrevista con José Miguel le había informado como testigo presencial de las condiciones de los defensores, especialmente la escasez de municiones. El general en jefe, reconociendo su valor, decidió darle 20 onzas como premio. José Miguel después escribiría en su Diario Militar que él consideró que sus instrucciones eran claras: O'Higgins debía salir y la 3.ª división protegería su retirada.
Poco después llegó el coronel Portus con 30 hombres de su regimiento que había logrado reunir, dedicándose a explicar los motivos de su dispersión, culpando a O'Higgins de no haberlo dejado entrar en la plaza, lo que permitió al enemigo atacarlo. Además, de su conversación José Miguel acusó al brigadier de cometer la locura de encerrarse en Rancagua con la caballería, donde era inútil, en vez de enviarla a reforzar la 3.ª división, con la que podría luchar en terreno abierto.
Según Benavente Bustamante, a la medianoche, la 3.ª división había ocupado la calle norte de la cañada, y tenía algunas bocas-calles guardadas por dos cañones y unos pocos infantes, mientras su caballería estaba en los potreros de Olivos y otros echando abajo tapias para allanar el campo. En cambio, según Barros Arana, al amanecer del domingo 2, José Miguel ocupó la quinta de Cuadra, a una milla del pueblo, donde instaló la línea de su división y ordenó a su hermano Luis adelantarse con las dos piezas volantes de artillería y 200 infantes, mientras el coronel Benavente con tres escuadrones de caballería ocupaba los potreros a la derecha del callejón, forzando a los jinetes enemigos a replegarse a la cañada.
Según Barros Arana, si la 3.ª división hubiera atacado a los realistas en esa noche, cuando estaban desmoralizados y desorganizados, la victoria habría sido completa. Lo cierto es que la unidad de José Miguel envió a su caballería a las inmediaciones de Rancagua, donde intercambiaron tiros con los realistas que defendían una cañada antes de regresar a la hacienda, siendo reforzados por partidas sueltas de milicianos del Aconcagua, pero durante la noche no se envió partidas a ayudar durante esa jornada.

### Decisión de Osorio
Mientras sus hombres se abrían paso entre los solares de las casas, derribando murallas o quemando edificios que obstruían su marcha, Osorio acababa de recibir un comunicado del virrey ordenándole buscar un acuerdo o concluir la campaña lo antes posible porque necesitaba sus tropas en Perú. El 25 de julio había llegado la noticia a Lima de la desesperada situación de sus ejércitos en el Alto Perú, pues Manuel Belgrano acababa de vencer en La Florida y el general Joaquín de la Pezuela debía refugiarse con los monárquicos en Cotagaita. Además, Montevideo acababa de rendirse ante los patriotas. Cinco días después, la junta militar acordó informar de esto a Osorio y darle las nuevas órdenes. Para empeorar la situación, el 3 de agosto estallaba la rebelión de Cuzco. El coronel del artillería que debía retirarse con las tropas, armamento, artillería, municiones y buques a un puerto para reembarcarse lo antes posible para volver al Callao a ayudar a Pezuela.
Fue cuando Osorio se enteró de la proximidad de la 3.ª división y llegó a considerar el retirarse al sur del Cachapoal, pero sus oficiales le convencieron de que tal movimiento de noche y con enemigo demasiado cerca acabaría en desastre. Según Barros Arana, el mayor general Luis Urréjola advirtió que era imposible tal maniobra, pues serían atacados mientras cruzaban el río y no podían dejar atrás a los heridos, a riesgo de que sufrieran malos tratos de los revolucionarios. En cambio, Espejo dice que Osorio le informó a Urréjola para preparar la maniobra, pero en al enterarse los jefes de las columnas de sus planes, corrieron al cuartel general para exponerle los riesgos de tal movimiento.
Poco después, se presentaron dos soldados patriotas que decidieron cambiar de bando y le informaron de la escasez recursos que vivían los defensores, de modo que Osorio no volvió a considerar retirarse. Se decidió a atacar las trincheras al amanecer con la esperanza de que las defensas cedieran antes de la llegada de José Miguel. Usaron como justificativo para no seguir las órdenes de Abascal un fragmento de las instrucciones que les habían dado: «conviene romper las operaciones luego que la estación de aguas lo permita, atacándolos enérgicamente donde se les encuentre, sin darles lugar á rehacerse en caso de ser derrotados, persiguiéndoles incesantemente hasta disiparlos, y continuando su marcha hasta apoderarse de la capital», es decir, debía atacar al enemigo hasta destruirlo.
Sin embargo, Benavente Bustamante relata de forma distinta el evento. Según él, mientras acampaba en las casas de Valdivieso, cerca de Requínoa, el 30 de septiembre Osorio envió un mensaje a Rancagua exigiendo su capitulación y dando cuatro días para una respuesta pero justo en ese momento llegó la orden del virrey de retirarse. El coronel de artillería decidió desobedecer al creerse con la victoria en la mano y durante la noche sigilosamente cruzó el Cachapoal por el vado Punta de Cortés. Posteriormente, durante la noche del 1 a 2 de octubre, Osorio se creyó derrotado por la feroz resistencia de los patriotas y ordenó a Urrejola la retirada al sur del Cachapoal, sin embargo, sus oficiales le hicieron entender que si se retiraban la caballería enemiga que estaba alrededor de la villa les caería encima mientras cruzaban el río: «Este justo temor les dio la victoria».
El militar chileno Jorge Boonen afirma que la llegada de la carta del virrey y el consejo militar se produjeron el 26 de septiembre, justo después de la salida de San Fernando. Barros Arana y Bañados Espinosa dice que sucedió en Requínoa, pero el 29 de septiembre. Espejo también cree que la carta del virrey le llegó dos días antes de la batalla en Requínoa, pero también que durante la tarde del 1 de octubre Osorio llegó a considerar la retirada. Díaz Venteo afirma que la llegada de la carta se dio antes de la batalla y que Osorio decidió desobedecer por considerar que la división entre jefes patriotas le daba la mejor oportunidad para reconquistar Chile.

## Batalla: segundo día

### Llegada de los refuerzos
Al alba del 2 de octubre, los fusileros realistas avanzaron por los agujeros hechos entre los muros y tirotearon a los defensores de la trinchera oeste. Se dieron feroces enfrentamientos a quemarropa y con bayonetas en casas y patios de los alrededores de la plaza de Armas. Los cadáveres eran usados para escalar las murallas o tapar los agujeros producidos por la artillería. Finalmente, los monárquicos se retiraron pero las bajas patriotas eran insostenibles. Sin embargo, sus jefes estaban esperanzados en obtener la victoria después del mensaje de José Miguel. Habían pasado la noche con sus armas en mano, disparando a donde escuchaban ruidos y reparando sus trincheras. Nadie había dormido ni dormido en todo un día. Desde el amanecer, O'Higgins y los principales oficiales habían estado en el campanario de la iglesia de La Merced vigilando a la espera de los refuerzos desde el camino de Bodegas del Conde, el ver una leve polvareda en la distancia les dio ánimos.
Un quinto ataque comenzaba a las 10:00 horas. Los monárquicos avanzaron a través de los agujeros, pero pasada una hora se escuchó desde el campanario de La Merced el grito de: «¡Viva la Patria!», acompañado de campanazos. Se aproximaba la 3.ª división mandada por Luis pero dirigida por José Miguel, fuerza que marchaba desde el amanecer pero muy lento por su artillería, una gran polvareda anunciaba su venida. Feliz, O'Higgins manda dar aviso a las tropas en las trincheras, mientras observa a líneas de jinetes seguidos de la artillería y después una columna de infantería. Pero no era toda la unidad, solo dos compañías de infantería al mando del teniente coronel Diego José Benavente Bustamante con un par de piezas de artillería y tres escuadrones de húsares dirigidos por su hermano, el coronel José María Benavente. Cargaron contra las fuerzas monárquicas en la cañada que estaban a cargo de Elorreaga, Quintanilla, Barañao, Lantaño y Asenjo, logrando dispersar a los jinetes enemigos. Bañados Espinosa afirma que la 3.ª división llegó a eso de las 10:00 horas al campo de batalla, justo cuando comienza el quinto asalto, y una hora después la victoria parecía segura, momento en que se produce una salida del capitán Molina.
Ocuparon un almacén cercano a Rancagua con 200 a 250 fusileros del batallón N.º 4, apodados «Fusileros Nacionales», a apenas tres cuadras de la cañada, pero los realistas sabían de su proximidad por las escaramuzas que hubo entre exploradores. El teniente coronel Clemente Lantaño ordenó a una línea de fusileros del batallón Valdivia se atrincherase en las tapias de los arrabales con un cañón, resistiendo tres ataques mientras los jinetes se Asenjo y Castilla se desplegaban en sus alas. Según el Diario Militar de José Miguel, los monárquicos desplegaron 200 fusileros para contener a la Guardia Nacional, que se formó en unos potreros a la derecha del almacén, una fuerza igual para enfrentar a los Fusileros Nacionales y otra similar a la izquierda del almacén. Supuestamente eran 600 fusileros realistas, mientras que su división apenas contaba con 350 en total. Finalmente, la caballería de Elorreaga intentó flanquear al enemigo por la izquierda y atacar su retaguardia, pero fueron contenidos por los húsares del coronel Benavente, acción en que destacó su hermano al mando de un escuadrón. Después Luis Carrera se adelantó con uno o dos cañones hasta la boca de la cañada y el combate se estabilizó. El comandante en jefe y el grueso de su división se mantuvieron lejos del combate, a la entrada de los callejones que llevaban a la cañada de Rancagua.
La llegada de refuerzos había ánimos dado a los defensores, y con exceso de confianza, O'Higgins, en vez de intentar romper el debilitado cerco para retirarse creyó que vencería. Sin embargo, a medida que pasaba el tiempo se mostraron extrañados, pues los refuerzos a pesar de las señas y el repique de campanas no avanzaban. Según Barros Arana, fue entonces que O'Higgins ordenó al capitán Molina y un piquete de fusileros cargar por la calle Cuadra, donde los realistas habían hecho muchos destrozos y preparaban una columna para tomar una casa. Los patriotas cayeron sorpresivamente sobre el enemigo, causándole muchas bajas pero decidieron retirarse a la plaza antes que llegaran refuerzos del enemigo. En cambio, Vicuña Mackenna afirma que O'Higgins ordenó a sus dragones atacar por esa calle, creyendo al enemigo en fuga y el capitán Luis Flores sorprende y masacra un destacamento monárquico que estaba saqueando la vivienda de una familia. Hacia las 11:30 horas el brigadier se preparaba para tomar la ofensiva y la victoria parecía posible con Luis Carrera en la cañada a punto de romper la línea de asedio.
En tanto, Osorio estaba preparándose para ordenar la retirada al sur del Cachapoal, pero el coronel Quintanilla le hizo ver que si atacaba con toda su caballería a los refuerzos les obligaría a retroceder. De hecho, O'Higgins habría divisado a un escuadrón de dragones con las enseñas del Estado Mayor monárquico dirigiéndose al vado de la Ciudad, y cuando preguntó quién era el oficial con un poncho blanco que hacia ese movimiento de aparente retirada a un campesino que le traía informes sobre el enemigo, le habrían contestado: «¡Es don Mariano Osorio!».
Pero en realidad, los refuerzos sólo venían a ayudar a O'Higgins a romper el cerco y huir. Acorde a Benavente Bustamante, era imposible que una fuerza muy inferior en número a los sitiadores pudiera abrirse paso hasta la plaza de Armas. Téllez Cárcamo apoya esa postura, para él la 3.ª división, por ser la más pequeña del ejército revolucionario y estar formada por unidades mal armadas y pobremente instruidas, todo ataque general contra Osorio significaba un suicidio y José Miguel prefirió guardar a esa unidad para organizar una nueva defensa después de la batalla. El mismo comandante en jefe justificaba sus acciones diciendo: «No podía hacer más nuestra débil división; rechazó por todas partes al enemigo, contra quien se mantuvo cuatro horas a la defensiva. La Guardia Nacional no podía romper a lanza y pecho de caballo los tapiales que abrigaban al enemigo y yo no podía permitir que 250 fusileros tomasen, a viva fuerza, un puesto atrincherado y sostenido por fuerzas muy superiores». Según él, hizo lo único que podía, distraer al enemigo y esperar que los sitiados llegaran hasta sus posiciones, a apenas 6 cuadras. Además, agrega que como su tropa se componía principalmente de caballería y apenas 368 fusileros, sólo podía enfrentar a Osorio con posibilidades de éxito en terrenos donde sus jinetes tuvieran ventajas, es decir, zonas abiertas y no una ciudad donde la infantería enemiga estaba a cubierto. Concluye que si la división entera hubiera entrado en Rancagua hubiera sufrido un enorme coste en vidas, sacrificio que hubiera resultado inútil para seguir la lucha. Obviamente, no todos estuvieron de acuerdo con él, su hermano Luis llegó a quebrar su espada en la alameda o cañada de Rancagua indignado por no poder atacar, «fue su más terrible juez».

### Retirada de los refuerzos
El sol había pasado su cenit y los refuerzos conseguían mantener a raya a los jinetes, infantes y cañones monárquicos, pero como todo el combate parecía haber cesado en la villa y solo sonaban las campanas, José Miguel creyó que los defensores se habían rendido. A las 12:00 o 13:00 ordenaba a los refuerzos retirarse, lo que Quintanilla aprovechó para cargar, dispersarlos y capturar un cañón. Aparentemente, una guerrilla de 100 realistas y un cañón perseguía a toda la división.
La 3.ª división logró retirarse en orden hasta el cerro Pan de Azúcar, donde descansó y sus centinelas le avisaron que volvían a haber combates en la plaza. Decidió enviar a 116 fusileros con el capitán Bustamante y una fuerza mayor a cargo del teniente coronel Manuel Serrano a ayudar a los defensores, unos 250 infantes en total, pero al llegarle noticias falsas de que el enemigo se había aproximado a Angostura y que la ciudad había caído, decidió seguir la ruta a Angostura. José Miguel también afirma que envió a su hermano Luis con 200 fusileros y 4 cañones al cerro para impedir que 500 realistas que avanzaban allí se hicieran con la posición, y que esperaba la llegada de 300 veteranos desde Santiago.
O'Higgins aprovechó la breve calma para subir al techo de la casa del cabildo y observar como José Miguel se retiraba, por lo que supo que la derrota era inevitable. En cuanto los soldados en las trincheras se enteraron del movimiento de la 3.ª división empezaron a gritar: «¡Traición!». Según Vicuña Mackenna, cuando Elorreaga y la caballería realista pusieron en fuga a la 3.ª división, compuesta principalmente de milicias montadas, el vigía en el techo del edificio del cabildo gritó: «¡Ya corren!¡Ya corren!». El brigadier O'Higgins le preguntó: «¿Quién corre?», y la respuesta fue: «¡La tercera división!». Luego el brigadier subió vio con sus propios ojos como la unidad era deshecha y puesta en fuga. Según Thomas, durante un momento hubo alegría y repique de campanas, por lo que Juan José salió de la casa del cabildo a abrazar a O'Higgins y decirle: «Mi heroico amigo, usted ha salvado a Chile. No sé de que manera podremos recompensarlo». El brigadier al mando le respondió con buen humor pero intencionadamente: «Quizás con una copa envenenada o con una sangrienta daga». Juan José quedó anonadado pero respondió: «No lo permita Dios: Chile no es desagradecido y jamás podrá mirar a usted sino como un salvador». Entonces el vigía gritó: «¡Se arrancan, se arrancan!», pero cuando O'Higgins preguntó quiénes se le respondió que la 3.ª división. Después de estos eventos, mientras los soldados afirmaban que los Carrera los habían traicionado, Juan José habría pedido entrar en la casa del cura para reunirse con O'Higgins. Ahí, según Thomas, le habría dicho que la resistencia era inútil y conocía bien a los oficiales realistas, por lo que podía enviarlo a negociar una capitulación que garantizara el respeto de la vida de los defensores «y otras ventajas». O'Higgins se habría molestado y respondió: «Cuando por vez primera saqué mi espada para pelear en contra de los españoles, determiné o morir con ella en la mano o realizar el fin para el cual la había desenvainado. Por otra parte, el rendirme a hombres cuya mayor parte ca pitularon ante mí en Talca, me cubriría de oprobio. He resuelto firmemente vivir con honor o morir con gloria». Luego Juan José habría empezado a llorar.
El vigía de la torre informó a O'Higgins de lo sucedido justo cuando el grueso de los realistas reiniciaba su asalto. El capitán Marqueli lideró el ataque por San Francisco, el coronel Elorreaga por Cuadra, el malherido Barañao por y otro oficial por las otras dos calles. Entonces los atacantes quemaron las casas alrededor de la plaza, específicamente por la vereda derecha de la trinchera en San Francisco, y el viento primaveral extendió las llamas, asfixiando a los defensores, carentes de agua. Para esos momentos, los defensores en la plaza estaban reducidos a la mitad, estaban agotados y hambrientos, con municiones para unas pocas horas, apenas les quedaban víveres y la sed afectaba a hombres y caballos. Ante tal situación, O'Higgins se montó en su caballo y con sable en mano visitó las trincheras, llegando a decir a los soldados de una batería: «¡Soldados! Mientras nosotros existamos la Patria no está perdida». En otra agregó: «Es preciso pelear hasta morir, y morir como leones; el que hable de rendición será pasado por las armas».
A las 13:00 horas, ante la retirada de los refuerzos, los monárquicos habían vuelto a la carga con renovado entusiasmo pero fueron rechazados por los defensores, a quienes se sumaron algunos vecinos y mujeres de Rancagua. Sin embargo, en unas horas los soldados patriotas quedaron reducidos a un tercio de los que originalmente defendían la plaza y a muchos se les agotaron las municiones, y quienes aún tenían sólo eran dos o tres tiros. Muchos artilleros habían muerto en sus trincheras, debiendo ser reemplazados por soldados de infantería. Las calles y la plaza estaban cubiertas de cadáveres y las ruinas de las casas en llamas se derrumbaban. Osorio había lanzado esa nueva embestida con más vigor. Los talaveras, alentados por las palabras del mayor Antonio Morgado y un capitán apellidado Conde, atacaron por la calle San Francisco, pero fueron rechazados por la metralla de la artillería y escombros que les tiraron de los tejados. La división del coronel Rodríguez Ballesteros atacó por la calle oriental, con sus zapadores, a las órdenes del capitán del batallón Fijo de Concepción, Joaquín Pino, y el sargento Vicente Benavides, abriendo brechas entre las murallas vecinas hasta acercarse a las trincheras enemigas sin sufrir disparos, sin embargo, los defensores se defendieron con tal valor que los obligaron a desistir de todo asalto a la posición. En ese combate sucumbió el capitán Hilario Vial, jefe de la trinchera. Por entonces las piezas de artillería se habían caldeado, pero los patriotas no tenían agua para enfriarlas, así que solo una culebrina de 8 libras podía seguir disparando en la calle San Francisco.
Para empeorarlo todo, una chispa de los incendios cayó sobre un parque de la plaza y causó una explosión. Minutos después se escucha el toque un clarín de parlamento cerca de San Francisco, un oficial de los talaveras se acercó con una bandera blanca conminando a su rendición pero le dispararon. Otra fuente dice que era un trompeta que les gritó: «¡Rendirse, patriotas, o morir!» y la respuesta fue: «¡Morir primero, tiranos!». Luego se escuchan gritos de «¡Viva la Patria!» y el abanderado Ibieta, con un brazo roto, levanta la bandera de los revolucionarios.

### Ruptura final

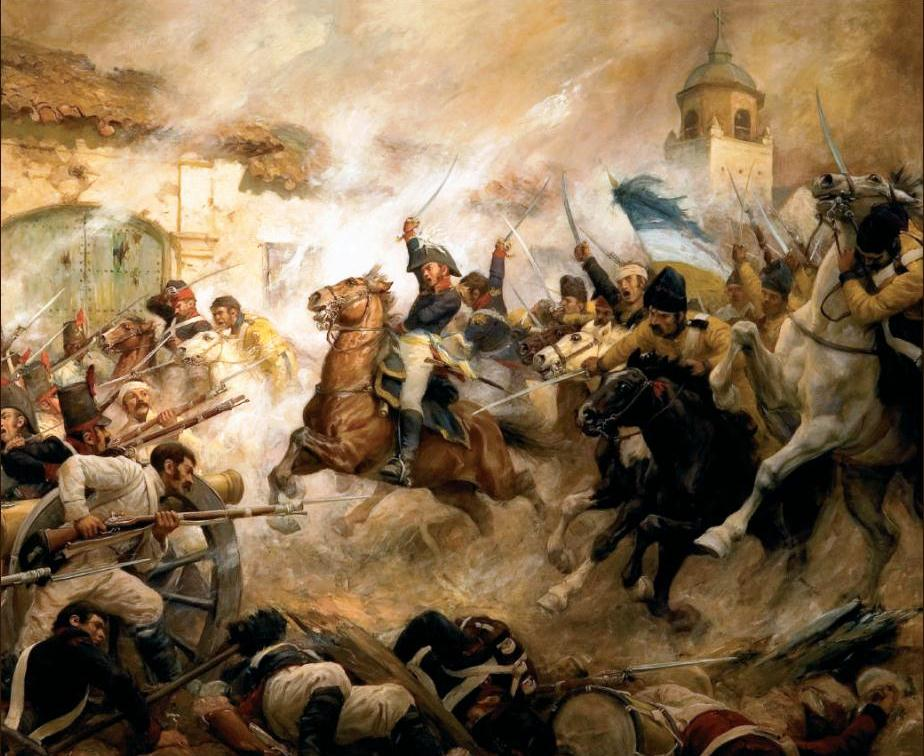
Carga de O'Higgins en la Batalla de Rancagua, óleo de Pedro Subercaseaux, 1938.

A las 16:00 horas (Boonen Rivera creía que fue a las 15:00), los defensores estaban muy mermados, sus municiones casi agotadas y no había metralla para sus cañones. Los realistas decidieron descansar sus tropas antes del asalto final encabezado por Elorreaga y O'Higgins aprovechó de organizar sus fuerzas para un desesperado intento de romper el cerco. Se decidió salir por la trinchera norte, puesto que llevaba directamente al camino a Santiago y aunque debían enfrentarse a la caballería de Quintanilla, estacionada en la cañada o alameda cercana, por las otras tres se demorarían en volver al sendero, permitiendo a los jinetes realistas reaccionar y darles alcance. Una vez llegada a la cañada, el contingente se dispersaría en pequeños grupos y cada uno vería cómo llegar a Santiago.
O'Higgins hizo tocar llamada en la plaza y reunió precipitadamente a los oficiales y soldados aún sanos, dándoles una breve arenga y la orden de romper el asedio y escapar. Eran apenas 300 hombres que se acomodaron en los 280 caballos de los dragones. Les dijo: «Presa de las llamas o víctimas del enemigo: el dilema es la muerte. El que quiera que me siga. Prefiero morir peleando en la tentativa de abrirnos paso a entregarme rendido». Los que quedaban estaban jadeantes y cubiertos de sangre. Luego hace el gesto de abrazarse con Juan José Carrera. Ordena que las guarniciones de las trincheras se retiren disparando a la plaza en cuanto el enemigo cargue, pero en la de San Francisco el ayudante enviado a impartir la orden, el mayor Pedro Astorga, solo encuentra a tres artilleros vivos y al abanderado, capitán José Ignacio Ibieta, agonizando por la metralla pero sin soltar su pabellón. Los sobrevivientes se suben a grupas en las monturas de algunos dragones. El mayor Astorga queda con 30 voluntarios encargados de resistir todo lo que puedan y luego volver corriendo a la plaza a montar un caballo y huir, y así procedieron.
Los 200 dragones de Freire irían al frente y su comandante ofreció a O'Higgins ponerse a salvo en medio de la columna, donde la tropa había formado una círculo alrededor de un espacio donde debía ir O'Higgins, pero el brigadier lo rechazó y se puso en cabeza, apretándole la mano y diciendo: «Capitán Freire, usted es un valiente: celebro mandar hombres de su temple; pero no puedo aceptar el sitio que usted me prepara. Yo, debo atacar de frente al enemigo».
Tras enviar una grupa de mulas para confundir a los realistas y levantar polvo, una tropa de jinetes e infantes cargó contra los asaltantes en la trinchera norte, cerca de La Merced. Al grito de «¡Ni damos, ni recibimos cuartel!» del capitán Molina y con sables en mano, la tropa lanzó una primera carga que fue rechazada, pero los realistas se amedrentaron y huyeron en desorden. Según Espejo, esto permitió una segunda carga en que los patriotas saltaron por sobre la palizada y los cañones. En cambio, Vicuña Mackenna dice que O'Higgins ordenó a sus dragones desmontar y abrir un paso por donde cruzó el contingente, pero como su caballo estaba tan agotado que aun así no podía pasar sobre los escombros, sus hombres tomaron a la bestia y en grupo la levantaron hasta la altura de sus hombres para que cruzara. Según Thomas, decidieron que su mejor oportunidad era cargar a toda velocidad, pero al llegar a la palizada tuvieron que detenerse y entonces sucedió el episodio del caballo de O'Higgins. También que por orden de O'Higgins fue la infantería montada detrás de los dragones la que desmontó y movió la parte superior de la trinchera enemiga para abrir un paso.
Superado el primer obstáculo, O'Higgins y sus oficiales gritaron: «¡Unión!» para reorganizarse rápidamente, atropellando a todo adversario que les salió al paso y pasando sobre escombros y maderos que sus enemigos les arrojaban. La columna iba con el capitán Molina en vanguardia, O'Higgins, Freire, Juan José, el coronel Francisco Calderón y sus ayudantes en el centro, y el mayor Astorga en retaguardia. Juan José y Calderón se alejaron por una calle opuesta en la fuga, el primero logró escapar gracias a su buena montura pero el segundo fue capturado y azotado, sin embargo, sus guardias estaban tan cansados que durante la noche se escapó con ayuda de un bandido que encontró por casualidad en la calle al salir de la cárcel.
El millar de infantes de los batallones Cívico de Chillán y Fijo de Valdivia empezaron a refugiarse en los techos para dispararles a cubierto, pero la columna seguía su avance al trote en perfecto orden. Siguieron por el oriente durante dos cuadras y después al norte por otras dos hasta encontrarse con los fusileros de Lantaño, que consiguieron capturar a la mayoría de los infantes. La columna de fugitivos giro al este una cuadra y después al norte otra más hasta salir de la ciudad, pero entonces Quintanilla se lanzó sobre ellos con 600 hombres de todas las armas. Al llegar a la cañada es muerto de un tiro de carabina el mayor Astorga, quien estaba justo al lado de O'Higgins. Espejo dice que el encuentro se dio en la cañada al norte de la ciudad, donde los escuadrones realistas les esperaban pero al verlos O'Higgins gritó: «¡A la carga!», y la mayoría de sus hombres lograron abrirse paso entre las unidades enemigas hacia el camino real; sus enemigos no pudieron resistir y fueron arrollados. Luchando, O'Higgins consigue llegar a un puente que pasa sobre una acequia que cierra un costado de la cañada y llevaba al camino de Chada. según Benavente Ormeño, los patriotas dejaron 100 muertos y 100 prisioneros, pero 300 huyeron por el camino a Chada, en cambio, Thomas afirma que perdieron solo 30. O'Higgins siguió su fuga en uno de los pequeños grupos de supervivientes, acompañado solo de sus ayudantes, los capitanes José Urrutia y Luis Flores, y los ordenanzas Jiménez y Soto. Pero un grupo de dragones realistas les dio alcance entre unos matorrales y uno de ellos le lanzó una estocada al brigadier, pero Jiménez consigue parar el golpe y Soto le mata con un tiro de su carabina en el pecho. O'Higgins se monta en la montura del enemigo muerto porque su caballo estaba agotado, luego aparecen más dragones que al ver a su compañero muerto se retiran. Para el atardecer, el brigadier sube la cuesta de Chada.
Entre los callejones, en medio del caos, algunas mujeres y niños intentaron seguirlos por la desesperación, pero quien consiguió alcanzar a la columna fue el teniente Gaspar Manterola, que avisó en las afueras de la villa de la rendición de la plaza. Después de salir de Rancagua algunas partidas de jinetes monárquicos intentaron alcanzarlos durante media legua, pero rápidamente regresaron a la plaza al considerarlo imposible. En cambio, entre los sobrevivientes de O'Higgins estaba una mujer que saco a su marido malherido del hospital y se montó con él en un caballo, sosteniéndolo con sus brazos y decidida a escapar o morir juntos. También estaban una madre montada que llevaba un bebe en su espalda y una niña delante.
En los mismos momentos que O'Higgins y su columna salían de la plaza, los realistas entraban en ella por la calle San Francisco. Allí, el capitán Millán, herido en esa jornada por un disparo en la pierna, se arrastró hasta la iglesia, que estaba llena de mujeres y niños buscando refugio de los vencedores, siendo capturado por algunos talaveras. Luego, los monárquicos empezaron a entrar por las demás calles en la plaza. Ahí habían quedado los tenientes José Luis Ovalle y José María Yáñez al mando de los soldados que fueron dejados atrás por sus heridas o falta de caballos. Lucharon hasta el último hombre en el asalto final de los furiosos monárquicos, quienes no tomaron prisioneros y atacaron a los civiles refugiados en las iglesias del lugar. El teniente de Voluntarios, Ovalle, mantuvo izada la bandera patriota hasta que fue herido en una pierna, luego subió en un caballo y siguió a O'Higgins, pero recibió dos lanzazos y fue capturado. El teniente Yáñez lo relevó y defendió la bandera hasta morir. También estuvo el capitán Ibieta, quien defendió valientemente una trinchera sable en mano a pesar de tener rotas sus dos piernas y estar de rodillas; Osorio ordenó respetar su vida pero la tropa no hizo caso y le mataron a golpes o balazos. El teniente coronel Cuevas, quien luchó en la trinchera de calle La Merced, fue capturado durante la fuga y asesinado por los realistas porque lo confundieron con O'Higgins, ya que llevaba una casaca galoneada. Otros también fueron fusilados en las calles sin ceremonias, en un intento de los vencedores de vengarse.
Juan José estuvo entre los que lograron escapar. O'Higgins había ordenado a sus hombres dispersarse para dificultar su persecución, pero esa noche reunió a 200 sobrevivientes y siguió a la capital.

## Consecuencias

### Bajas
Según el parte de Osorio para el virrey, las bajas patriotas fueron 402 muertos, 292 heridos y 888 prisioneros, y los realistas tienen 1 oficial y 110 soldados muertos, más 7 oficiales y 126 soldados heridos. Las pérdidas patriotas probablemente incluyen a civiles que se les unieron en la defensa de la ciudad. La pérdida de material bélico fue total y decisiva para los patriotas. De hecho, Quintanilla da la cifra totalmente exagerada de 2000 prisioneros capturados en la batalla. El manuscrito de un oficial español citado por Benavente describe a la plaza llena de cadáveres, al igual que las calles y los patios de las casas cercanas, destacando un centenar de fallecidos y noventa prisioneros capturados en la fuga final. En total, las pérdidas de ambos bandos serían 1300 muertos y 800 prisioneros y destaca que «Los Talaveras cometieron horrores en esta acción; pero es preciso considerar que todos fueron sacados de los presidios españoles». Rodríguez Ballesteros apoya los números totales de muertos y prisioneros. Por su parte, Vicuña Mackenna dice que del millar de defensores de la plaza, pues no cuenta a los milicianos por considerarlos inútiles, murieron 402, 222 fueron heridos y apenas se capturaron 88. Sobre las bajas monárquicas, aunque menciona que Osorio reconoce 111 muertos y 113 heridos, afirma que el propio O'Higgins estimaba a los enemigos muertos en 800, el doble de los suyos. Por último, Thomas afirma que de 1220 defensores en la ciudad, murieron 700, 350 fueron gravemente heridos y no pudieron huir y 170 escaparon, muchos de estos últimos también estaban heridos. Entre los realistas destacaron por su valor Marqueli, Elorreaga y Barañao, todos ellos resultaron heridos, este último de gravedad.

### Análisis
José Miguel culpó a O'Higgins del desastre por el resto de su vida debido a su obstinación de encerrarse en Rancagua. El segundo acusaba al primero de que si lo hubiera ayudado los realistas habrían tenido que retroceder hasta Concepción y negociar una tregua. Quizás si toda la división de José Miguel hubiera atacado al unísono por varios puntos hubieran triunfado en el segundo día. También, es posible que si la ruptura del asedio por los defensores en fuga se hubiera producido a las 13:00 horas o antes, hubieran tenido hombres suficientes para resistir en Angostura y organizar una reserva táctica a orillas del Maipo.
El militar chileno Indalicio Téllez Cárcamo en su obra Historia militar de Chile 1520-1883, publicada originalmente en 1925, analiza la batalla y considera que las principales causas de la derrota fueron:
1. La falta de voluntad de José Miguel para elegir una línea de defensa adecuada o sostener con resolución una decisión.
2. Mantener separadas las divisiones patriotas, permitiendo a Osorio rodearlas y atacarlas como núcleos separados.
3. La equivocación de O'Higgins y Juan José de encerrarse en una ciudad como Rancagua, sin defensas bien preparadas.
4. La indecisión de José Miguel para retirarse con su división y luchar más tarde o arriesgarse para atacar con ella completa contra el asedio.[412]

Miguel Luis Amunátegui Aldunate cree que los monárquicos eran superiores en número y disciplina, y aunque los defensores lograron detenerlos por casi dos días y causarles muchas bajas, la victoria patriota en Rancagua era casi imposible. Además, José Miguel Carrera se empecinó en defender Angostura y O'Higgins Rancagua, lo que garantizó una división de mandos, planes y fuerzas que continuó durante la batalla.
En 1935, el historiador argentino Julio César Raffo de la Reta, respecto de la teoría de que una intervención del general José Miguel Carrera hubiera cambiado el curso de la batalla, sentenciaba: «Es una idea sin fundamente, porque la ayuda de Carrera, de poco o nada serviría para los resultados del sitio. Pero Carrera debió ir, cualesquiera que hubieran sido las consecuencias. Y no fue. Es una nube que empaña su gloria americana». En respuesta, su colega chileno, Miguel Luis Amunátegui Reyes, negaba tal caso, diciendo que la ayuda que pudo dar José Miguel pudo tener utilidad, pues si después de 36 horas de lucha constante los sobrevivientes de la guarnición de Rancagua fueron capaces de arrollar a sus enemigos al salir de la plaza: «¿qué habría sucedido si se hubiera contado con el apoyo de las principales fuerzas de reserva que se contentaron con presenciar impasibles y a corta distancia el descalabro de sus heroicos hermanos y el aniquilamiento de la Patria chilena?». Según el autor, el plan del general en jefe seguramente era usar a su división como el núcleo de un ejército reconstruido para atacar al desgastado ejército monárquico, «Así nadie podría arrebatarle los laureles del triunfo». Barros Arana es igual de crítico con Carrera, llegando a afirmar que: «Freire no pudo dejar de presentir el descalabro seguro de O'Higgins si no era socorrido por Carrera, y no ignoraba que este quería dejarlo allí abandonado a su valor y a su desgracia».
Bartolomé Mitre señala que José Miguel jamás pensó en encerrarse en Rancagua con los sitiados, lo que hubiera dejado libre el camino a Santiago, pero que no debió prometer que su 3.ª división haría "sacrificios". Su desempeño como comandante reveló su falta de ideas y resolución: «No supo ni prever ni pelear, y no pudo siquiera comprender, que perdido todo, mejor era perderse con honor que vergonzosamente, desde que de todos modos estaba perdido, como se perdió, sin gloria ni provecho». Sin embargo, Mitre también indica que O'Higgins fue el principal responsable de la derrota al cometer varios errores militares pero que al menos demostró heroísmo al dirigir la defensa.
Bañados Espinosa afirma que los realistas tenían ventaja en armamento, disciplina, moral y número, especialmente en infantería y artillería. El único elemento a favor de los revolucionarios era su numerosa caballería, útil en una batalla campal, pero como la mayoría eran huasos traídos de haciendas y armados con lazos, lanzas y sables de mala calidad, sin conocimientos para combatir como una unidad, así que es improbable que pudieran vencer a cuadros de infantería o tomar baterías de artillería. Para este autor, la elección de una defensa en Rancagua fue mejor que si hubieran escogido Angostura. La ciudad obligaba al atacante a disparar sus cañones desde distancia y ser desgastado en cada asalto, en cambio, en el desfiladero los realistas podían flanquear las trincheras mal construidas por los pasos a sus costados y desde ahí atrapar a los defensores. Según él, por el número de bajas la victoria monárquica en Rancagua fue pírrica, mientras que en Angostura fácilmente hubieran destrozado a los patriotas sin muchas pérdidas. También es muy crítico de la retirada de José Miguel, según él no había motivos que indicaran que la plaza se había rendido, como que los realistas concentraran sus fuerzas en perseguir a la 3.ª división. El comandante en jefe tampoco envió exploradores para asegurarse de sus suposiciones. Luego, cuando se enteró de que la batalla seguía al llegar al Pan de Azúcar debió intentar socorrer a la plaza. Por último, lo crítica por no dar una orden clara de que ayudaría a los sitiados a escapar pero no pasaría a la ofensiva. Como comandante en jefe debió suponer que la inmovilidad de O'Higgins se debía a que el dragón con el mensaje no había logrado llegar o porque la guarnición no podía pasar a la ofensiva por su cuenta. Aunque reconoce que efectivamente, era un gran riesgo atacar con la 3.ª división al ejército realista, en vista de lo que estaba en riesgo era necesario. Solo la unión de las tres divisiones daba alguna oportunidad de éxito y no había ningún cuerpo de reserva capaz de presentar batalla, la 3.ª división por sí sola no podía ni soñar con defender Angostura. Niega que fuera un traidor o un cobarde, pero lo acusa de indeciso.
Respecto de la importancia de la batalla en sí, se la ha comparado con Waterloo, pues marca de forma decisiva el fin de una etapa, de la Patria Vieja.

### Después de la victoria

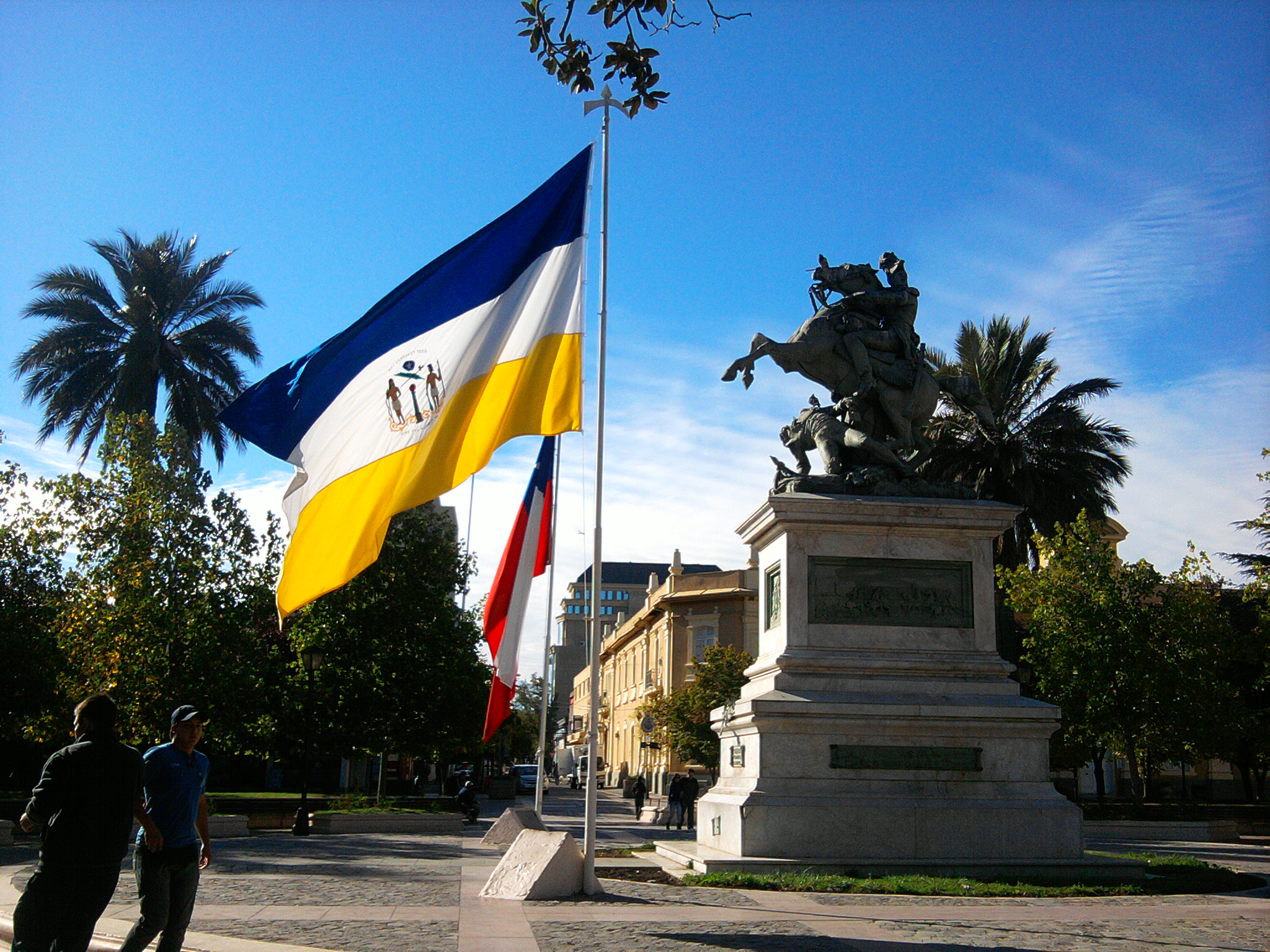
Monumento a O'Higgins en la Plaza de los Héroes de Rancagua.

En su obra decimonónica Historia de la independencia chilena, Claudio Gay afirma que el estado de convulsión llevó a los asaltantes a caer en actos de venganza contra prisioneros y civiles. Incrimina a individuos de la tropa, sobre todo del Talavera, al que vitupera en un libelo sobre la orgánica del regimiento, imputando que saquearon y quemaron la ciudad, violaron y asesinaron sin respetar iglesias, hospitales ni prisiones. Barros Arana añade que rompieron las puertas de todas las casas y destruyeron lo que no era de valor, luego destruyeron los cajones de la sacristía de la matriz con sus culatas y se robaron los ornamentos de los templos. Mientras, los fuegos continuaron consumiendo edificios sin que ningún vecino intentara apagarlos, pues estaban más ocupados defendiendo u ocultando sus bienes. Así, las llamas llegaron al hospital de la trinchera en San Francisco y ninguno de los heridos logró escapar. Al día siguiente se encontraron 28 cuerpos carbonizados, incluyendo algunas manos aún aferradas a las rejas de las ventanas. Bañados Espinosa menciona que los realistas parecían los vándalos saqueando Roma, pasando a cuchillo a todo anciano, mujer o niño que se había refugiado en las iglesias, pisoteando vasos e imágenes sagradas. Guzmán llega a afirmar que uno entró a caballo en la iglesia de San Francisco y arrojó al suelo la corona de la Virgen del Carmen diciendo: «También serás patriota, grandísima tal...».
El 3 de octubre, la situación se calmó y Osorio ordenó celebrar una misa en el templo de San Francisco, ordenando a todos los vecinos notables a asistir y ordenando castigar a las damas que se negaran a pasar por sobre los cadáveres y no ir a la ceremonia. Durante toda la campaña, Osorio había puesto muchas de sus esperanzas en la devoción religiosa que sentía, haciendo constantes oraciones a santos y la Virgen del Rosario. Osorio envió como su vanguardia a una división de 1200 hombres de los escuadrones Carabineros de Abascal y Húsares de la Concordia, al mando de Elorreaga y Quintanilla, y los batallones Veterano de Chiloé y Talavera a cargo del coronel Montoya. Estaba conmovido por la matanza y no deseaba seguir en la villa. Tras explorar los alrededores, comprobado que no habían patriotas al sur del Maipo, Osorio ordenó avanzar hasta la hacienda El Hospital donde acamparon todo el día 4. A la jornada siguiente le leyó una proclama a sus soldados: «Es preciso, os manifestéis en la capital no con aquella severidad que en la infeliz Rancagua: los santiaguinos son nuestros hermanos y no nuestros enemigos que ya han fugado: usemos con ellos toda nuestra ternura y compasión».
En la noche del 4, a orillas del Maipo, algunos vecinos de Santiago informaron a la vanguardia realista de la retirada de Carrera y le pidieron que pusiera fin al caos que reinaba en la ciudad. Los oficiales resolvieron avanzar en la madrugada. A las 08:00 del 5, entraba en la capital la caballería de vanguardia y un destacamento de infantería del coronel Montoya. Elorreaga y Quintanilla habían sido testigos de los abusos producidos en Rancagua por sus soldados, de manera que hicieron todos los esfuerzos para tratar con dignidad a los habitantes de Santiago y evitar que sus hombres cometieran saqueos. Para entonces, la mayoría de los partidarios de la independencia habían huido a Mendoza y los pocos que quedaban, usualmente los más viejos, trataban de ocultarse en el campo. Fueron recibidos con banderas españolas en los edificios y escuchando felicitaciones posibles de los vecinos, mientras los monárquicos locales recorrían las calles celebrando. De inmediato, constituyeron un cabildo que se encargó de gobernar la ciudad, constituido por Jerónimo Pizana, Manuel de Araos, Juan Nepomuceno de Herrera, Pedro Antonio Villota y el doctor Pedro Ramón de Silva Bohórquez como regidor secretario.
El día 5 Osorio salía a la capital con el grueso de sus fuerzas, dejando en Rancagua una pequeña guarnición compuesta por el batallón Fijo de Valdivia a cargo del coronel Carvallo con órdenes de evitar más desmanes. Los cadáveres fueron apilados y quemados al norte de la villa. Cerca del anochecer del 6 de octubre, Osorio entraba en Santiago con su Estado Mayor y algunas tropas, entre toques de campanas y salvas de artillería. Lo hizo por la calle Santa Rosa, donde mucha gente lanzaba flores y hasta dinero desde los balcones mientras pasaban sus hombres. La fuerza monárquica marchaba bajo música militar y era recibida por los vítores del populacho. Su comandante supo ganarse el apoyo de muchos saludando cortésmente a quienes fueron a visitarlo. Esa noche envió a 200 soldados a buscar al obispo José Santiago Rodríguez Zorrilla, preso por Carrera en una hacienda en Colina, para evitar que lo llevaran a Mendoza. En la tarde siguiente, el obispo era recibido con honores en la ciudad y días después volvía a sus labores eclesiásticas. Un grupo de notables recibió al jefe realista y lo acompañó a la catedral para celebrar un Te Deum, y después a la chacra de Teodoro Sánchez en Cañadilla donde Osorio pasó unos días hasta que la casa del conde de la Conquista quedó lista. El 9 de octubre, la 1.ª división, mandada por el coronel Ballesteros, entraba en Santiago y era recibida como lo fueron todas las tropas monárquicas, por autoridades y el pueblo entre vítores. Miles de banderas ondeaban en las casas, las calles estaban adornadas con arcos de triunfo y las señoras, elegantemente vestidas, daban a los soldados y oficiales victoriosos ramos y coronas de flores y dinero. Hubo disparos de cohetes y aplausos.
El 13 de octubre, Osorio decidió salir a perseguir a los fugitivos, y dejó al oficial de marina y moderado hombre, el regidor Jerónimo Pizana, para impedir más desmanes y represalias contra los vencidos. Esa misma jornada se encontró con Elorreaga, quien había perseguido a los vencidos y le entregó 9 piezas de artillería de diverso calibre, 4 banderas, 300 fusiles, 200 prisioneros y diecinueve cargas y media de oro y plata. Osorio ordenó que se enviara el botín a Santiago y se dirigió al Aconcagua, Quillota y Valparaíso. Al trofeo se sumaron las otras 5 banderas capturadas en Rancagua. Dio a Elorreaga y su caballería la misión de pacificar Coquimbo, dejó la región entre Quillota e Illapel a las órdenes de Ballesteros y nombró al teniente de navío José Villegas gobernador de Valparaíso.

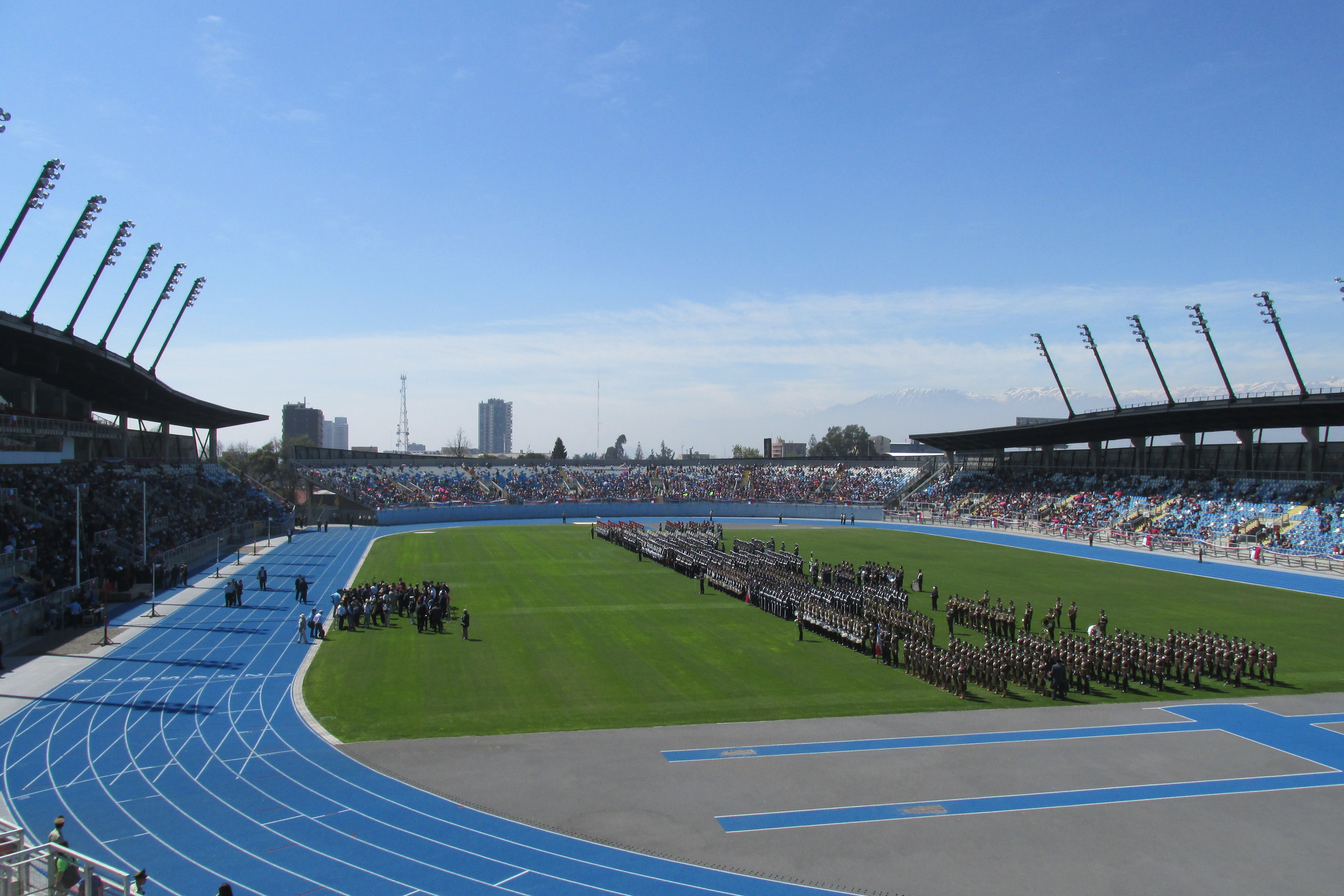
Conmemoración de la batalla del año 2014 en el Estadio El Teniente.

Tras la victoria, Osorio pidió el sueldo y el nombramiento de brigadier y pasar de jefe del ejército expedicionario a capitán general de Chile; el virrey lo aprobó, aunque le asignó solo el sueldo de brigadier. El 8 de octubre las noticias de la victoria llegaron a Chillán, donde hubo un mes de fiestas y procesiones. Las primeras noticias de la victoria empezaron a llegar a la capital virreinal el 2 de noviembre, aunque hubo de esperar al arribo de la goleta mercante Mercedes para confirmar. Aquel navío recibió órdenes de Osorio para zarpar de Valparaíso el 19 de octubre, fondeando en el Callao el 6 de noviembre. En esos momentos todos los miedos que tenían Abascal y sus asesores por la suerte de la expedición, aumentados por las malas noticias que se tenían del Alto Perú y el Río de la Plata, fueron reemplazados por el júbilo: «Cuando más atribulados nos hallábamos, la Providencia nos ha proporcionado este gusto a tiempo que llorábamos la deserción de otra porción de nuestros hermanos». Las nueve banderas capturadas en Rancagua fueron enviadas a Lima y exhibidas en la iglesia de Santo Domingo. Fueron llevadas a su sitio con una guardia de honor y acabaron depositadas en el altar de la Virgen del Rosario. Lima se iluminó, hubo misas en todas las iglesias, repiques de campanas, paradas militares, salvas de artillería y se dio un banquete en el palacio del virrey. El 9 de noviembre, en Lima, el virrey firmó el bando El virrey del Perú a los habitantes del reyno de Chile, después de la ocupación de su capital Santiago donde culpaba del fracaso de la política de amnistía a los jefes juntistas, a quienes clasificaba de «malvados», «monstruos de iniquidad» y «almas inquietas, ambiciosas o alucinadas».
Siguiendo las instrucciones de Abascal, se llegó a considerar enviar una expedición de 2.000 infantes, 1.000 jinetes y 200 artilleros al Río de la Plata. Los soldados realistas deberían cruzar la cordillera por el sur y siguiendo los caminos de las pampas, caer sobre Mendoza y enviar un cuerpo como avanzada a Córdoba o Río Tercero para luego seguir a Buenos Aires, sin embargo, estos planes se vieron interrumpidos. En abril de 1815 Osorio envió 400 refuerzos al Perú, la mitad talaveras. Posteriormente envió 770 chilotes. El resto del ejército realista sería destruido años después, en la batalla de Chacabuco. Respecto de la represión, dependiendo de la fuente, fueron enviados al destierro en Juan Fernández entre 80 a 500.

### Conmemoración
Anualmente se conmemora en la ciudad de Rancagua esta decisiva batalla mediante un desfile que se realiza en el Estadio El Teniente o en calles circundantes. El marco de esta conmemoración cuando, el entonces presidente de Francia, Charles De Gaulle, visitó la ciudad, y presenció junto al presidente chileno de la época, Jorge Alessandri, el desfile del 2 de octubre de 1964, cuando se conmemoraba su sesquicentenario.